# 三菱・パジェロ
パジェロ（PAJERO）は、三菱自動車工業が1982年（昭和57年）から2021年（令和3年）まで生産・販売していたSUVである。日本およびイギリス市場から撤退した2019年（令和元年）以降は海外専売車種として世界各国で販売されていた。
本項ではパジェロシリーズの基幹モデルについて記述する。以下の派生車種は個別記事を参照。
- パジェロミニ
- パジェロジュニア
- パジェロエボリューション
- パジェロイオ
- パジェロスポーツ

## 概要
日本における四輪駆動車のパイオニアである「三菱・ジープ」の後継として1982年に登場。1990年代のRVブームの波に乗って販売台数を大きく伸ばし、「パジェロ」の呼称は四輪駆動車の代名詞として世間で広く認知されるに至った。
モータースポーツ界においても、パジェロと一致して語られることの多いパリ・ダカールラリー（現・ダカール・ラリー、通称：パリダカ）へ数多く参戦し、優勝を含む好成績を残したことから、ヨーロッパ、アフリカ、中東での知名度も高い。また、プラウディアやディグニティの販売が途絶えていた時期、三菱自動車の国内におけるフラグシップモデルとして位置付けられたこともあった。
生産は全車、岐阜県加茂郡坂祝町にあった三菱自動車の子会社「パジェロ製造」で行われていた。人口が1万人に満たない坂祝町の税収の大半を同社が占めるなど、同町が「パジェロの町」と言われる所以であり、特産物としてパジェロが同町のウェブサイトで紹介されるほどであった。
歩行者保護法規に対応したフロント部分の構造変更を見送るためとの理由から、2019年（令和元年）8月末をもって日本仕様の生産を終了。さらに2021年（令和3年）7月2日をもって輸出向けの生産も終了し、パジェロの名義は39年の歴史に幕を下ろした。また、パジェロ製造も同年8月末をもって工場閉鎖された。パジェロ製造でのパジェロ累計生産台数は国内・輸出合わせて約324万台で、パジェロ製造の全生産396万台の約8割を占めていた。
2023年（令和5年）11月7日、初代モデルが日本自動車殿堂から日本の自動車史に優れた足跡を残した名車として「2023年度 歴史遺産車」に選定された。

## 初代（1982年-1991年）L044・049GV/141・GW/144G・GW/146GW/149GWG・GW型
シャーシ・ボディ
ラダーフレームや前後のサスペンションメンバーなどのシャシは、同社のフォルテ用をベースとして、フロント車軸をエンジン重心よりも前に置き、前後軸重比50：50のフロントミッドシップ構成とした。（フロントミッドシップ構成は歴代パジェロにも綿々と受け継がれている。）
ボディは、まず、貨物登録のメタルトップバンおよびキャンバストップが発表。後に、乗用登録のメタルトップワゴンと、シャーシとボディーを延長し3列目シートの居住性と乗降性に配慮しハイルーフ化されたロングが登場し、パジェロの代名詞となる乗用登録主体のラインナップが後から完成した。また、ロングはハイルーフ先行であったが、ルーフを低く抑えたミッドルーフワゴンが追加され、それが販売の主力となった。
エンジン
当初は4D55型2.3 L 直列4気筒 SOHC ディーゼルエンジン（75 ps）と同ターボ付き、G63B型2.0 L 直列4気筒 SOHC ガソリンエンジン（110 ps）が搭載された。マイナーチェンジでG63B型2.0 L 直列4気筒 SOHC ガソリンターボ（145 ps）が追加された。
後期にはディーゼルターボが2.5 L へ拡大された4D56型（85 ps）へ変更となり、ガソリンエンジンも6G72型3.0L V型6気筒 SOHC 12バルブ（150 ps）も登場した。後に、乗用登録車の4D56型はインタークーラーターボ付き（94 ps）となった。
サスペンション
サスペンションは、当初はフロントがダブルウィッシュボーン + トーションバー・スプリング式独立懸架、リアが半楕円リーフスプリング式車軸懸架を採用。後にスーパースポーツとワゴン系のリアが3リンク + コイルスプリング式車軸懸架に変更された。
四輪駆動システム
後輪駆動をベースに、トランスファーを介して前輪に駆動を伝えるFRベースの4WDシステム。トランスファと一体化した副変速機を内蔵したパートタイムの駆動方式が採用された。そのため、前輪部にマニュアルで駆動をONOFFするマニュアルフリーハブがついている。後に乗用を中心にAUTOフリーハブを前輪車軸に搭載する車種も多い（前進回転の駆動が車軸にかかると、自動的にロックされるハブ。逆に4WDにシフトしていても、車両を後退するとロックが外れFRになってしまう欠点もあった）。

### 年表

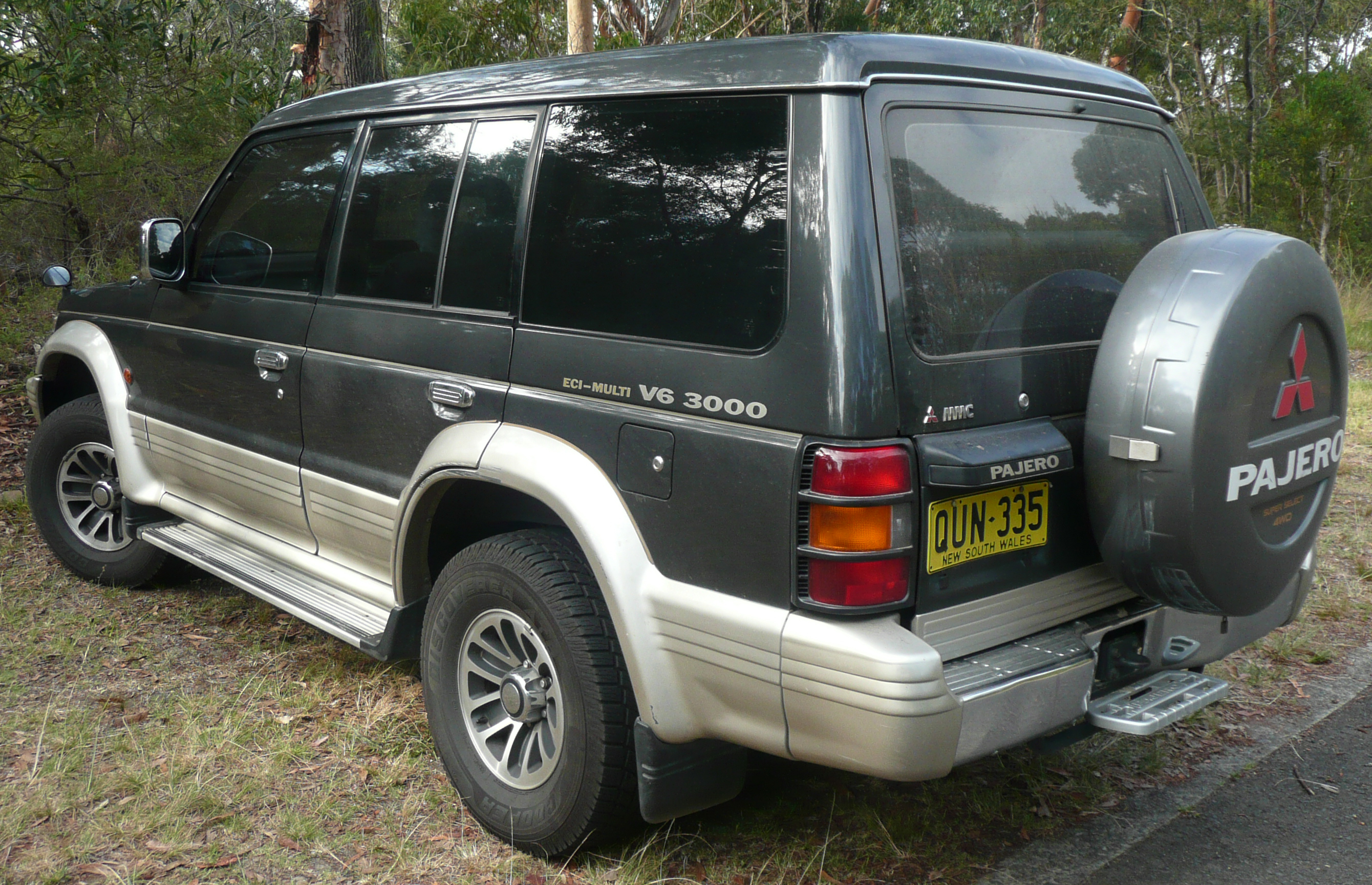
前期型・リア ミッドルーフワイド VR V6 3.0
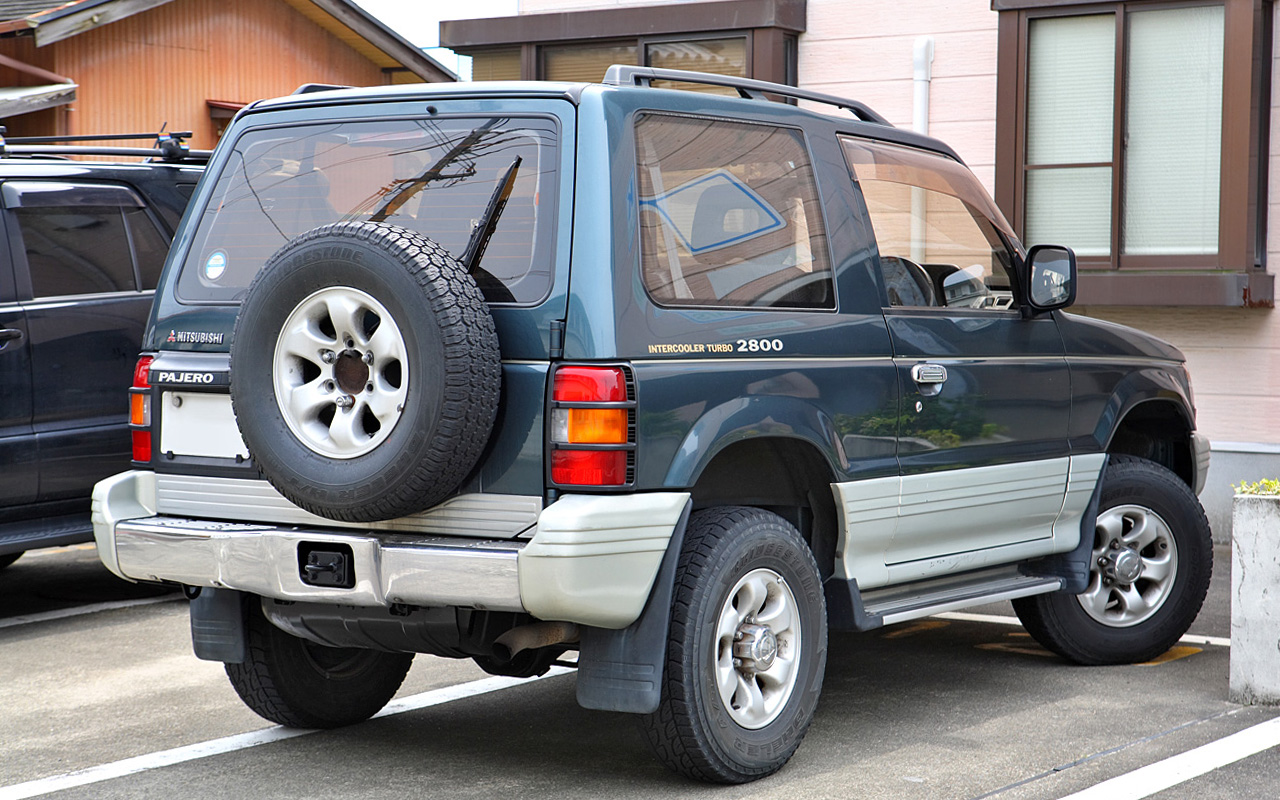
中期型・リア メタルトップ 2.8DT XG
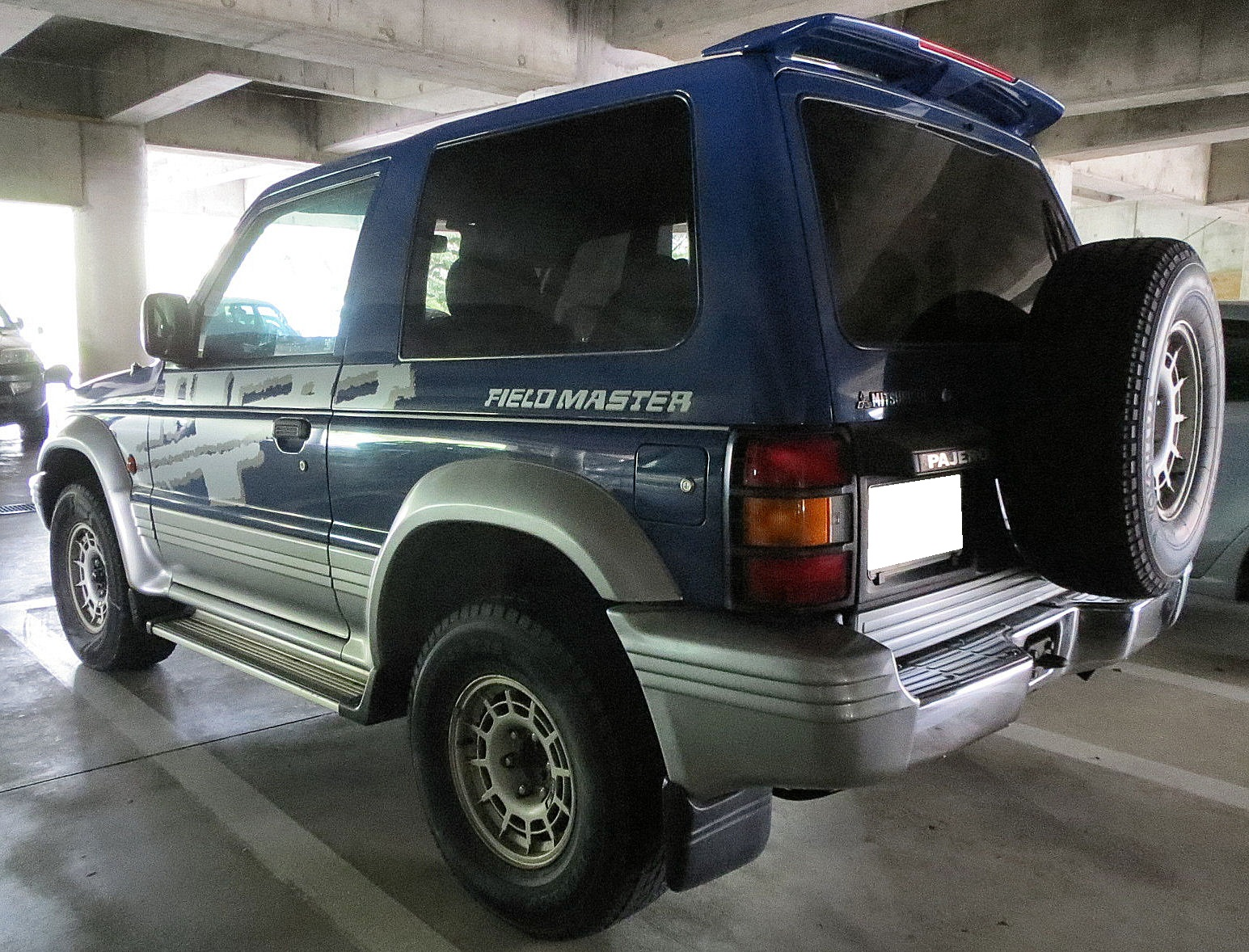
中期型・リア メタルトップワイド 2.8DT フィールドマスター （1995年8月〜1997年4月）
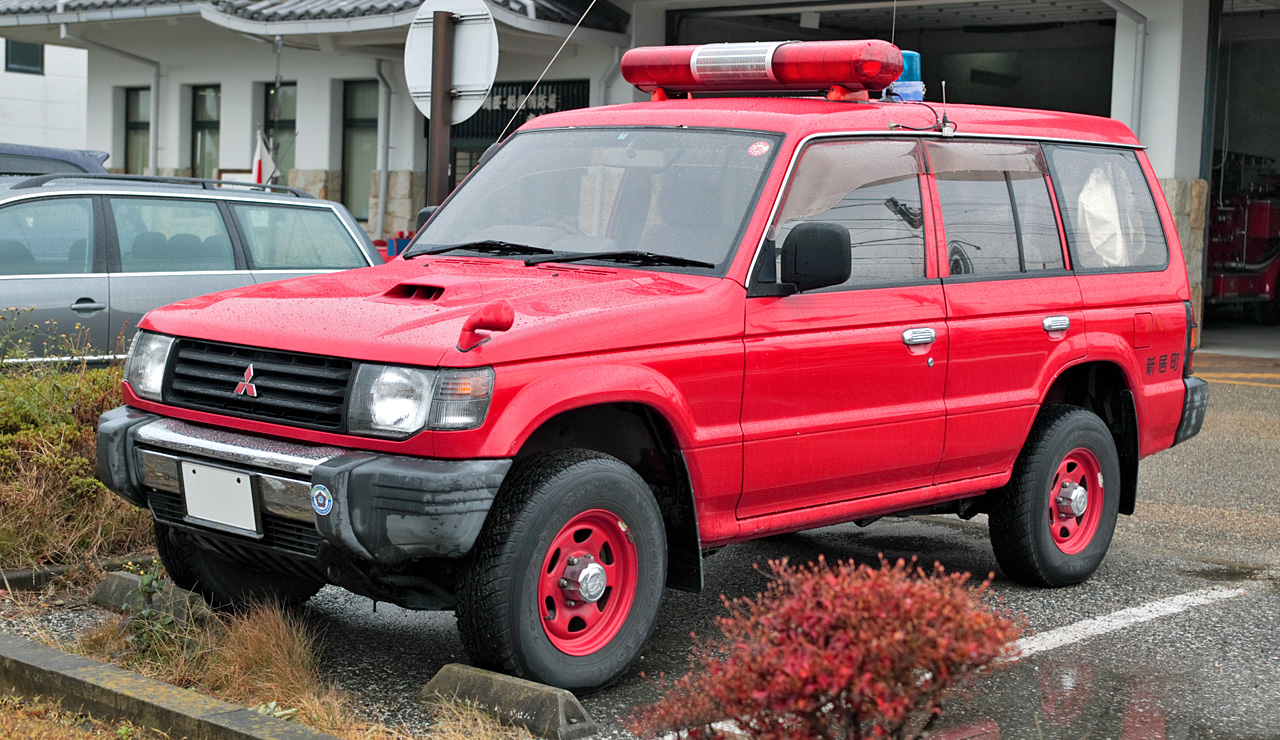
中期型・フロント ミッドルーフワゴン 2.8DT XG （静岡県新居町消防の指揮車）

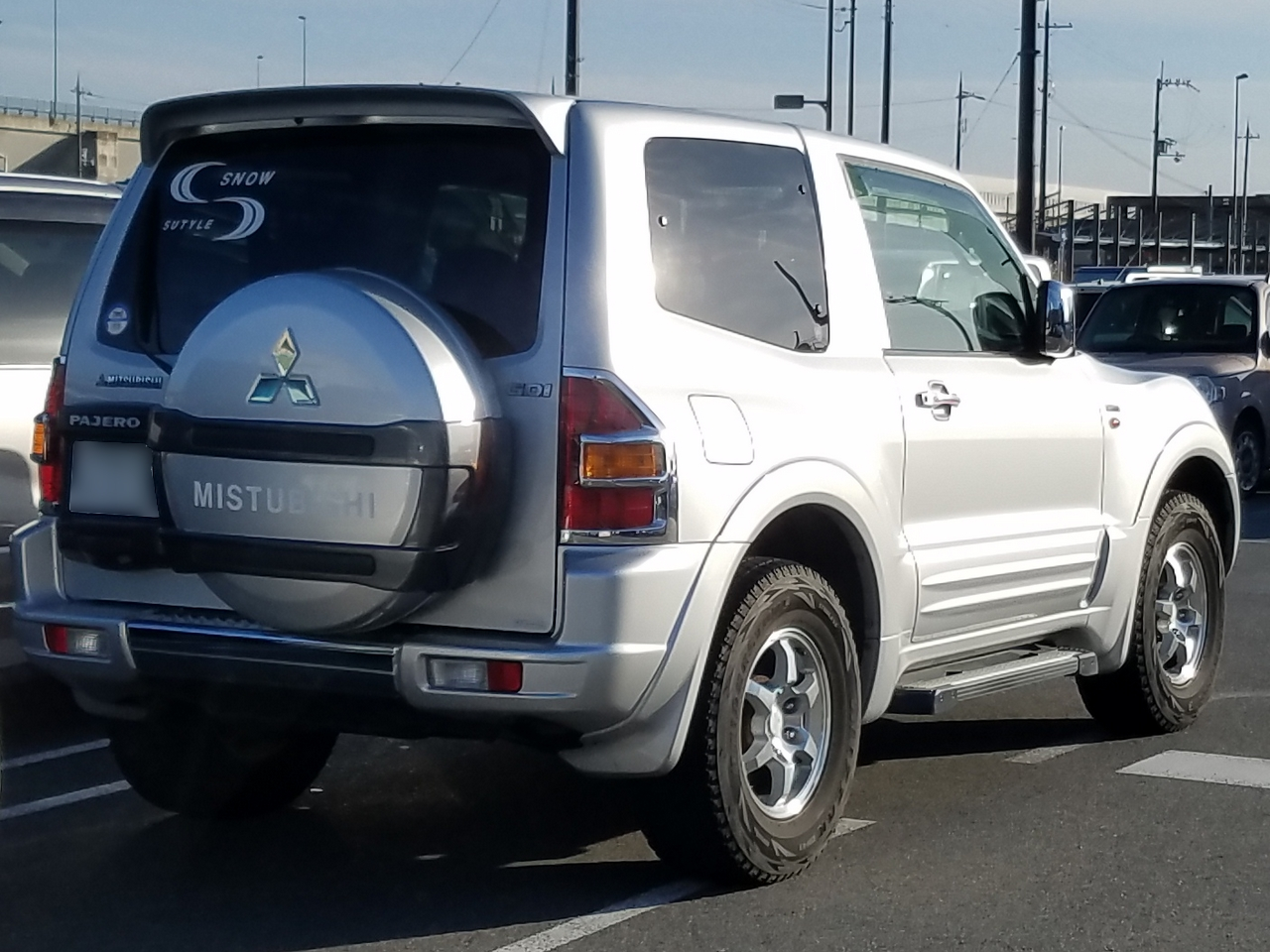
ショート 3.5 GDI 前期型・リア（1999年9月 - 2002年9月）
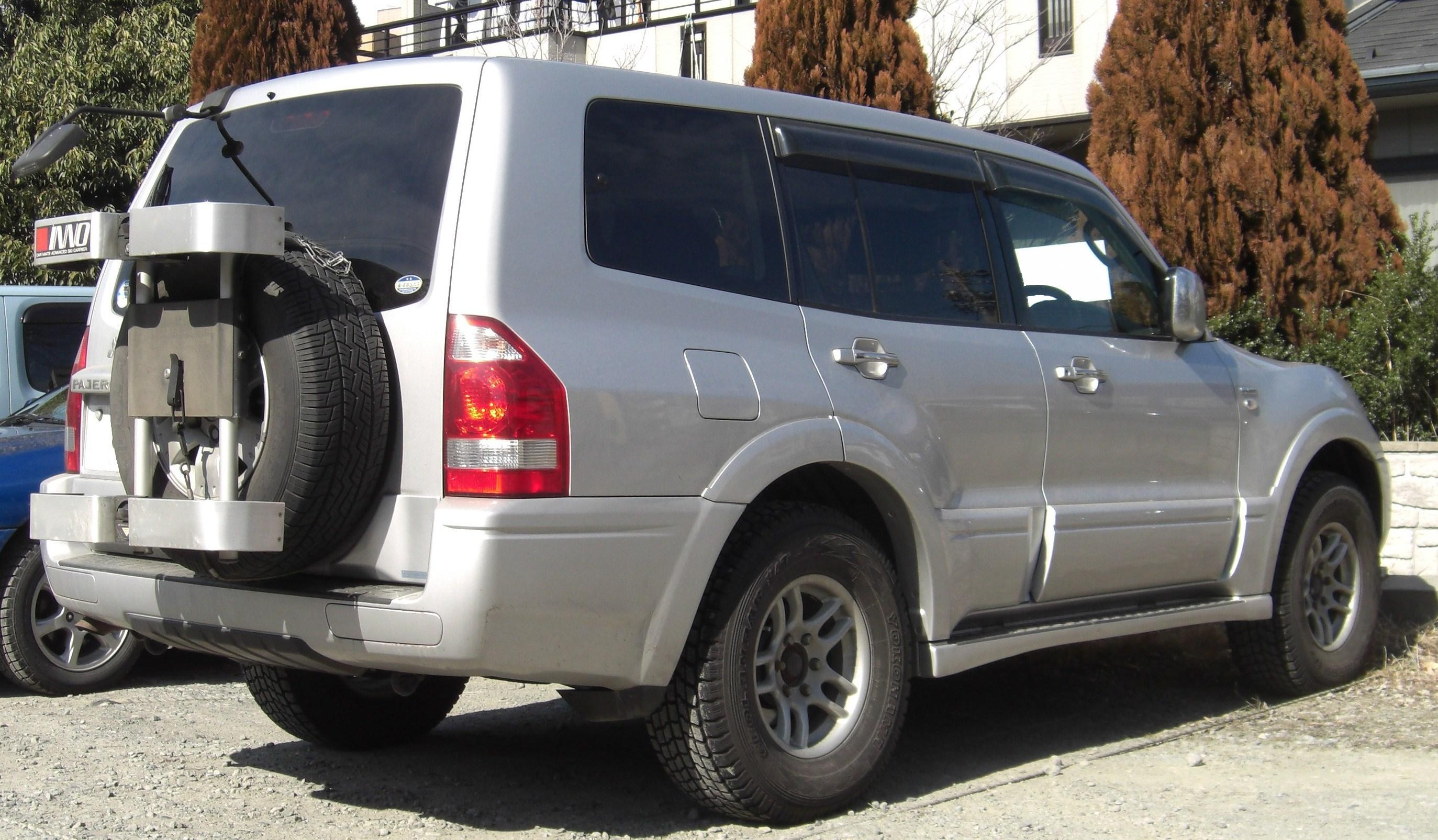
ロング 中期型・リア
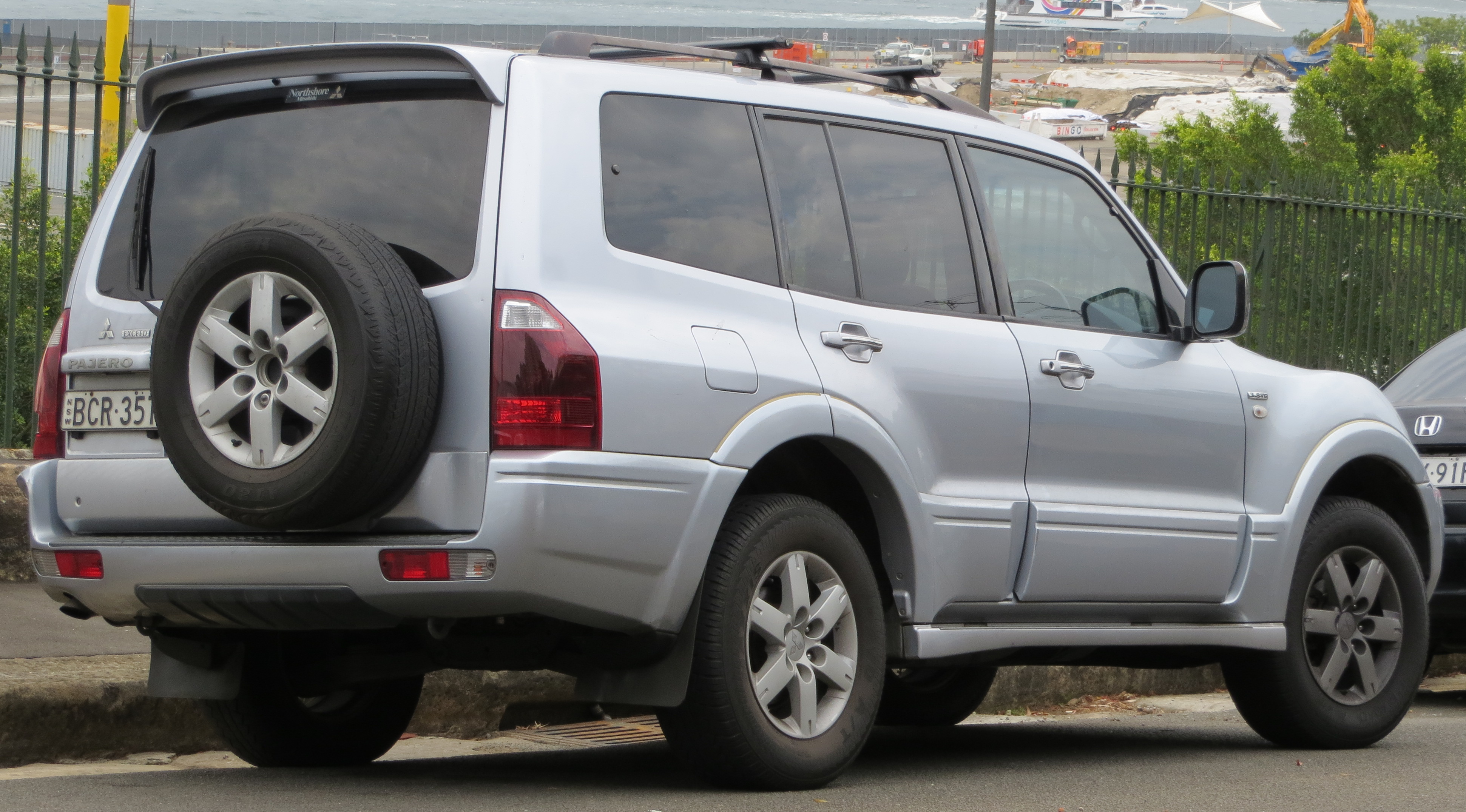
ロング 3.2 DI-D 後期型・リア（豪州向け）

1973年
第20回東京モーターショーでコンセプトカー「ジープパジェロ」出品。
1979年
第23回東京モーターショーに「パジェロII」というコンセプトカーを制作、出品。
1981年
第24回東京モーターショーで市販予定車「パジェロ」出品。
1982年5月
三菱・フォルテ4WDのフレームをベースに、荷台を廃し、普段使いの乗用としても使えるマルチパーパスなオフロード車として発表・発売される。4D55型 2,300 cc ディーゼルターボ（グロス95 ps）、4D55型ディーゼル（グロス75 ps）、G63B型2,000 cc ガソリン（グロス110 ps）搭載の4ナンバー車（小型貨物車）の設定。
1983年3月
5ナンバーの乗用モデル（メタルトップワゴン）が追加された。4D55型ディーゼルターボおよび、G63B型ガソリンターボ（グロス145 ps）が搭載された。またこの車で、今ではパジェロと一致して語られるパリダカへの挑戦が始まった。この年は、市販車無改造部門でのデビューウィンを果たした。翌年以降はプライベーターはディーゼルと同系エンジンである4G63T、海外ではWRC　Gr.Bカーなどとして使用されていたスタリオンの４G５４Tなどを、縦に換装した車両がなど使用され、改造車部門および総合での優勝を目指して参戦し、実績を上げた。
1983年7月
ホイールベースとボディの延長とともにハイルーフ化された4ドアが登場した。5ナンバーのエステートワゴンと4ナンバーのエステートバンが用意される。エステートワゴンは3列シートの7人乗りで、ハイルーフとなった車室と相まって1BOXワゴンのようにも使える多目的車となった。
1984年6月
ワゴンのディーゼルエンジン搭載車に、最上級グレードとしてXLを設定。
フロントグリル変更。
ディーゼルターボエンジンの性能向上。
ワゴンに可変ショックアブソーバー、クラス初の4輪ディスクブレーキを採用。
1985年4月
クラス初の4速AT搭載車を追加。
1986年5月
4ドアのミッドルーフが登場。ディーゼルエンジンが4D56型2,500 cc へと変更。
特別限定車にロスマンズスペシャル（パジェロが優勝したファラオラリーのスポンサー）が販売。ボディカラー、デカール意匠、特別内装品が用いられた（ボディサイドから見て、中央下が紺、切り替え部分に金のラインテープで、たばこのパッケージカラーに準ずる色）。
1987年9月
この年の東京モーターショーに水上浮上走行装置を兼ね備えたスーパーオフロードカー「パジェロフォーリストラーダII」を出展
インパネまわりのデザイン変更、ディーゼルに電子制御EGR採用。現在のパジェロにつながる3ウェイ2トンカラーの高級グレード「エクシード」をミッドルーフ車に追加。
特別限定車としてキャメルトロフィー国内選考会で使われた車両のレプリカとなるキャメルスペシャルがあった。ボディカラーをキャメルイエローとし、デカールの意匠、特装品としてスチールパイプの記念プレート付き大型ルーフキャリア、意匠付き内装品、PTOウィンチなどがオプション設定されていた。
1988年9月
4D56ディーゼルターボ車は、インタークーラーの採用で94 psに。デボネアで新設計されたV型6気筒の6G72型3,000 cc ガソリンエンジン（ネット150 ps）搭載車を追加。より乗用らしい乗り心地を目指して、後輪3リンクコイルリジッドを採用するグレードが登場。
1989年6月
一部改良。
オーバーフェンダーとワイドタイヤを装着し、普通車登録となるワイドシリーズ設定。ガソリン車はすべてV6 3,000 cc エンジンに統一。キャンバストップ・V6 3000スーパースポーツはオーバーフェンダーなしモデルも有し、ボディは小型車枠内であるのに、排気量枠を超えて1ナンバー登録の普通貨物車となった。GLグレードは装備の向上でJXとなる。
1990年6月
特別仕様車「スーパーロイヤルエクシード」発売。パール塗装の専用ボディカラーを使用したモデルで、本革張りシートやテレビチューナーやCDプレーヤー等、当時の乗用車の最高級のオプションを装備した特別仕様車となっている。
ワイドシリーズのディーゼル車とエステートバンにA/T車追加。
初代の生産台数は63万2724台

#### その他
- 特装車も数多く存在し、吸排気をルーフ上で行い、自動タイヤ空気圧調整やハブ類の機密性を極限まで高めたアドベンチャー仕様（ジャッキー・チェンが保有）や、ポップアップルーフによるキャンパー、機械式ウィンチを前後に装着した電気保安用車両、変わったところでは、浮子をボディに装着し、ハブリダクションによりスクリューを回す災害時の水陸両用車、機械式ウィンチで作動するプラウやタイヤの代わりに無限軌道を装着した除雪車なども存在した。
- 現行車種である防衛省の73式小型トラック（2代目型式となるV16、現行変わってV17形式）にテールランプレンズや内装品などの一部が未だ使用されている。

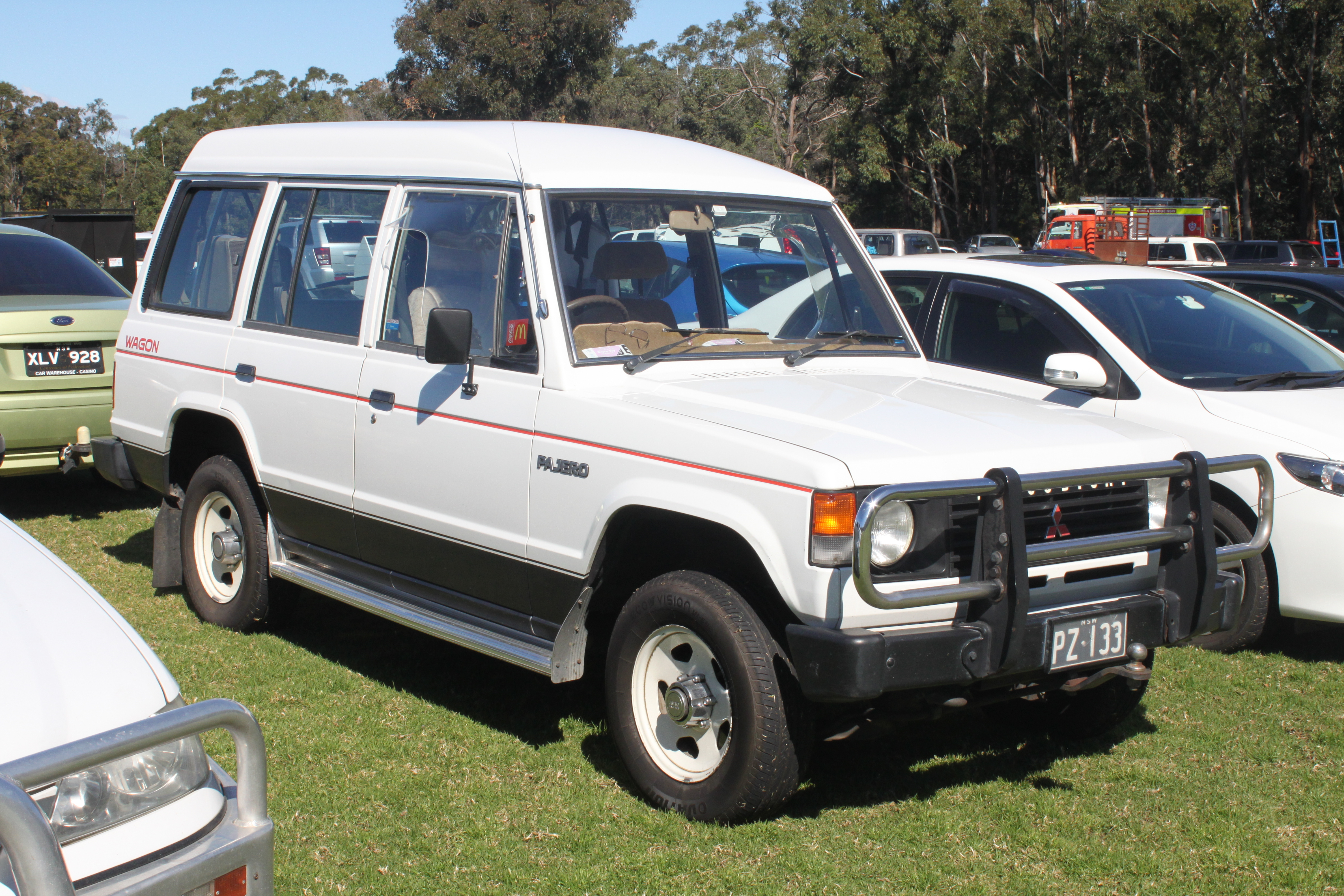
83年 エステートワゴン（ロングハイルーフ）
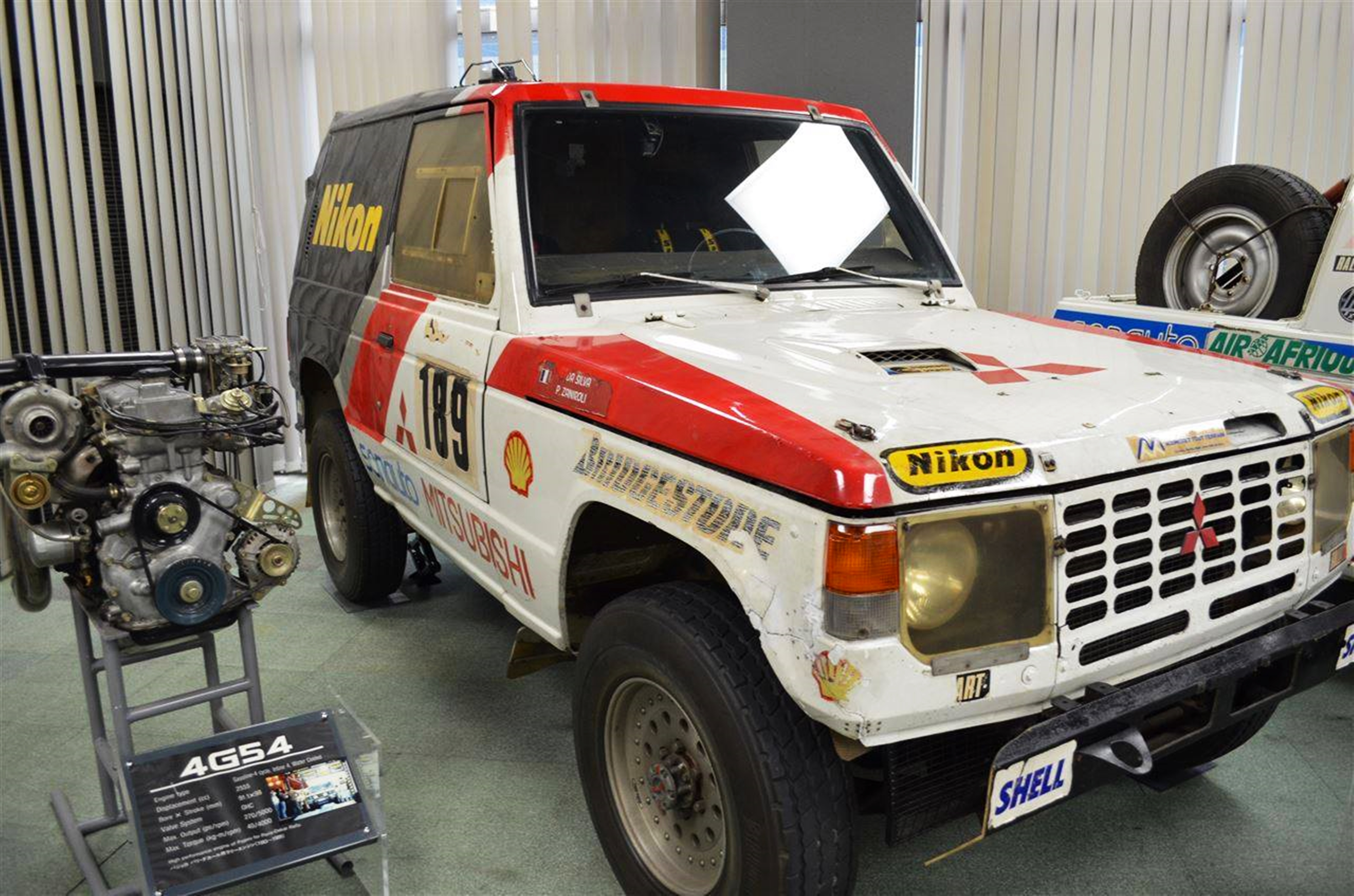
1985年 パリ・ダカール 初めて総合で優勝したパジェロ（4G54T スタリオンのエンジンに換装された車両）
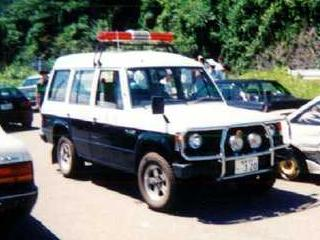
パトロールカー（福島県警察）
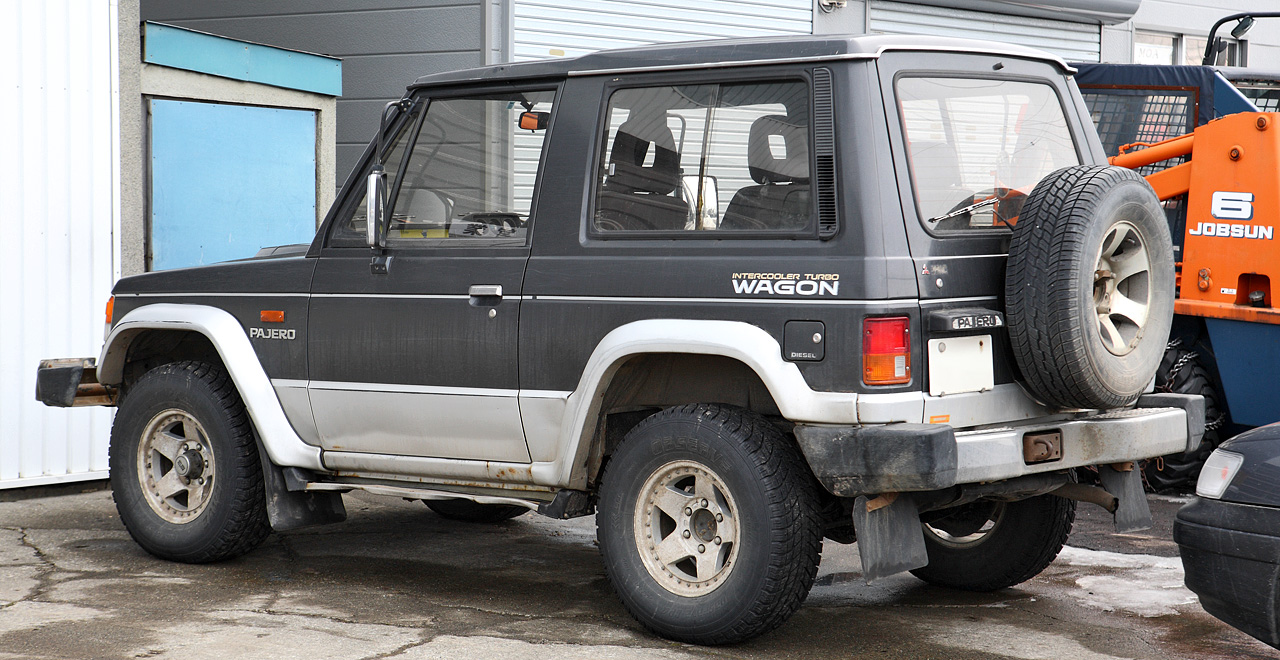
'88 メタルトップワゴン 2.5DT XLワイド
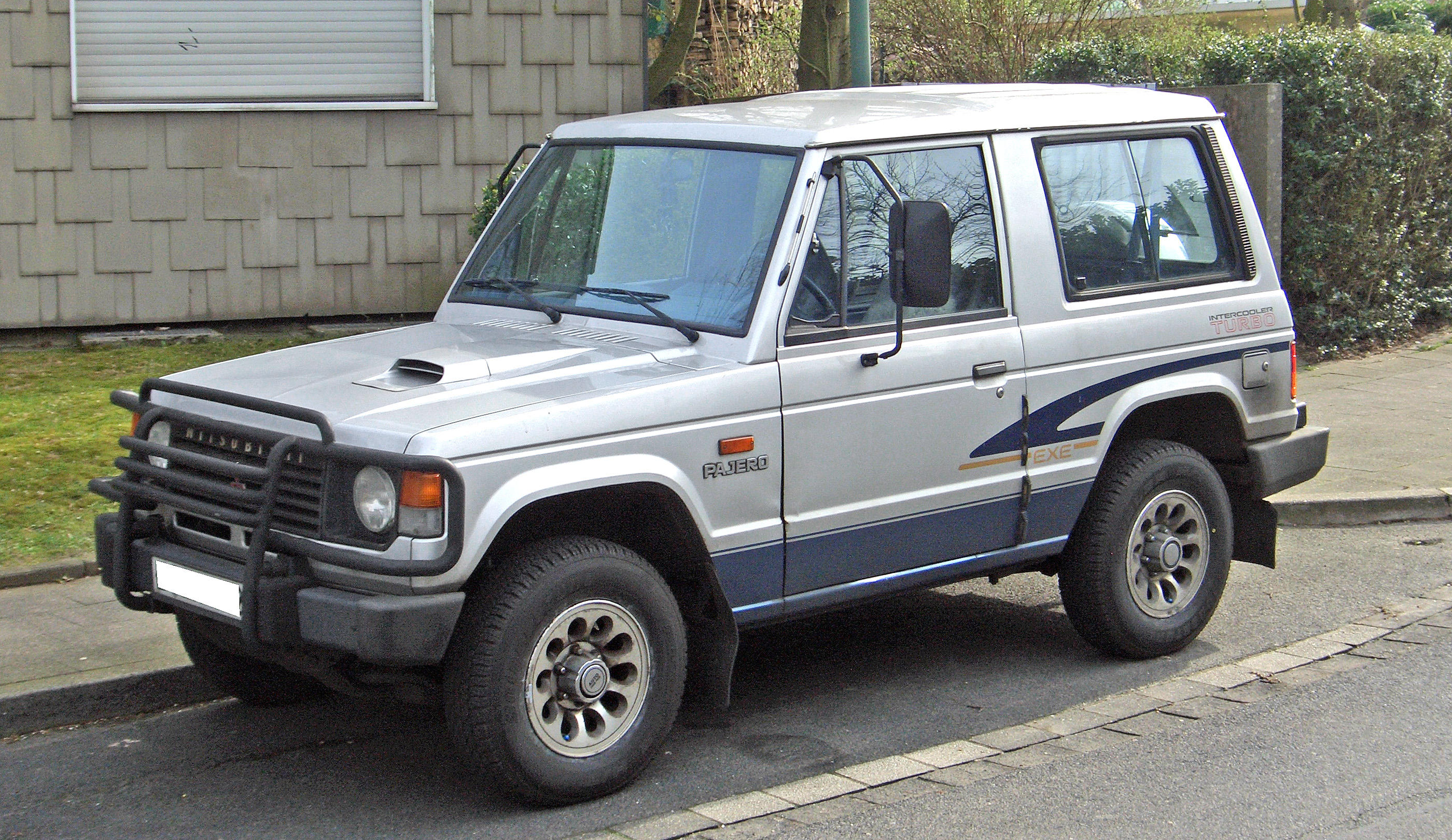
1988 - 1991 メタルトップ ワゴン 2.5Dインタークーラーターボ 欧州仕様 EXE
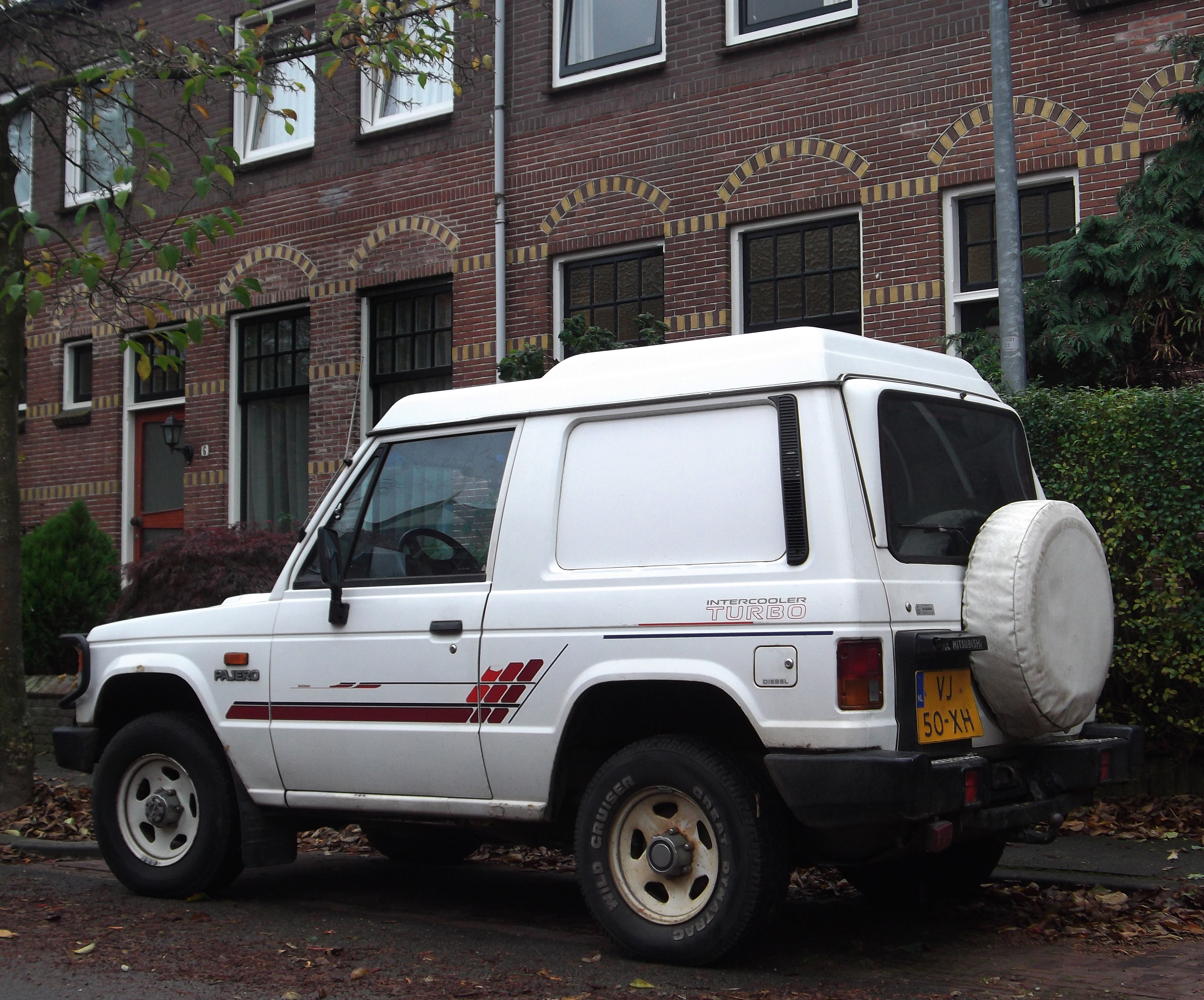
欧州向け ショート パネルバン（4人＋2人の6人乗りのショート）

## 2代目（1991年-1999年）V14・24・34・46V/21・23 - 26・43 - 46W/24・26・44・46・47WG/23 - 26C型
居住性、操縦安定性、動力性能がさらに高められ、世界初のスーパーセレクト4WDやマルチモードABSなどが採用され、走る・曲がる・止まる能力を高次元でバランスさせる、三菱の「オールホイールコントロール理念」が完成の域に到達した。
シャーシ・ボディ
シャーシには、先代から引き続きラダーフレームが採用された。
ボディはショートホイールベースに「Jトップ」と「メタルトップ」の2種類、ロングホイールベースに「ミッドルーフ」と屋根後半がハイルーフとなった「キックアップルーフ」の2種類が用意された。それらにオーバーフェンダーの有無、4種類のエンジン、装備の差などが組み合わされ、商用のバンを含めると（建設省仕様などの準特装車は除いて）、最大時には30種類以上ものグレードがディーラーで購入可能だった。
エンジン
1991年の2代目モデル発売当初は、吸気系に補助デバイスを追加し、最高出力を増した6G72 型 2,972 cc V型6気筒SOHC12バルブ （155 ps）と、吸・排気系をリファインしパワーアップした 4D56 型 2,476 cc 直列4気筒SOHCインタークーラー付きディーゼルターボ（105 ps）の2種類を搭載していた。
1993年の改良において、6G74 型 3,496cc V型6気筒DOHC24バルブ （230 ps）と、4M40 型 2,835 cc 直列4気筒SOHCインタークーラー付きディーゼルターボ（125 ps）を追加した。
1996年の改良では、新グレード「ルーキー」用として4G64 型 2,351cc 直列4気筒SOHC16バルブを追加。また、4M40 型 2,835 cc 直列4気筒SOHCインタークーラー付きディーゼルターボは、機械式から電子制御ポンプに変更され最高出力が140 psに向上した。
1997年の改良では、6G74 型 3,496 cc V型6気筒DOHC24バルブに「V型6気筒エンジンとしては世界初となるGDI」を採用し、最高出力を245 PSに向上。また、6G72 型 2,972 cc V型6気筒ガソリンは、吸排気バルブを各気筒2本としたヘッドに変更（SOHC24バルブ化）し、最高出力が185 psに向上した。このエンジンは、3代目、4代目まで採用されることになり、パジェロシリーズに搭載されたエンジン中、最も長命な型式となる。
サスペンション
サスペンションは、フロントがダブルウィッシュボーン・トーションバースプリング式独立懸架、リアはダンパーを前倒配置した3リンク・コイルスプリング式車軸懸架を踏襲。競合他車の横方向のオフセットを持つダンパーマウントや4リンクリジッドと比較すると、這う様に進むというよりは、前方にプログレッシブ配置されたダンパーにより、加速時に後輪の接地性を確保する設計となっている。
四輪駆動システム
スーパーセレクト4WDと名付けられた、エンジン縦置きの後方にトランスミッション、その後方にトランスファーを配置し、トランスファー前半の入力側に副変速機を持ち、後方に2WD（FR）/4WD切替機構、4WDは前後同一サイズのベベルギアー式センターディファレンシャル（前後駆動力配分50:50）フルタイム4WD（ビスカス作動制限付き）および、このセンターデフをロックさせる直結4WD、そしてこのセンターデフロック4WD時のみ副変速機を用いてローギアード化もできる。フルタイム4WD状態からセンターデフロックさせトランスファー内でセンターデフからフロント出力を切り離し2WD（FR）化する。2WD（FR）化時はフリーホイール機構が連動しフロントデフから右側ドライブシャフトを引き抜くためフロントプロペラシャフトとフロントデフケースは完全停止する。トランスファー内の2WD（FR）/4WD切替部分にはマニュアル車とほぼ同等のシンクロメッシュを持ち走行時も2WD（FR）/4WD切替可であるが、副変速機部にはシンクロ機構は一切無いため、副変速機切替には車を完全停止させ必ずニュートラル、MT車の場合はクラッチも切って操作する。
グレードにより、従来のパートタイム4WDの設定もある。
| 機関 | 国       | 試験年 | 評価                                       |
| ---- | -------- | ------ | ------------------------------------------ |
| IIHS | アメリカ | 1996年 | オーバーラップテスト「良」                 |
| ｜   | ｜       | ｜     | （評価は上から「優」「良」「可」「不可」） |
| IIHS | アメリカ | 2000年 | オーバーラップテスト「良」                 |

### 年表
1991年1月
初のフルモデルチェンジを受け、2代目が登場。
初代L系が引き続き好調に販売されていることを受け、三菱としては異例の長さの構想期間や車両テストにより車両構造の洗練が一層進んだ。特に有名な点は、水中走行がある程度可能になるように、リアコンビネーションランプのサイドに室内上よりダウンドラフトする室内空気ベントをハイマウントしたことや、リアゲートヒンジ近くに、氷結によるドア破損を防ぐために積雪地向けに三角の切り欠きを付けたことなど。ほかにも、浸水防止ウェザーストリップなど室内各部も試験期間中に変更されたとされる。
2代目発売が遅れた背景に、初代発売当初の月間登録台数が数百台と低調のまま推移し、2代目の開発予算確保が困難であったという事情もある。その後、逆に販売が爆発的に伸び、社内に「2代目不要論」まで飛び交うほどにもなったことも2代目登場が遅れた要因となった。当時、三菱社内がそれほどの混乱となるほどのRVブームと呼ばれる現象の中心にいた車両がこの2代目パジェロであったといえる。ブームの真っ只中、高価格なRVながら、普及乗用車などを抜いて国内新車月間販売台数1位獲得という快挙を成し遂げている。
フロントバンパーおよびフロントコンソール、サイドドアに大型のインパクトビーム（丸管鋼材）を内装し、外板に高張力鋼板を多用したことにより、先代に比べ重量および頑丈さが増した。また、世界初のマルチモードABSはスーパーセレクト4WDのすべての走行モードでの最適制御を実現。これまで技術的に困難とされてきたセンターデフロックおよびリアデフロック時にも、その駆動力を解除することなくABSの作動を可能にしている。
サンドシェイブフォルムと呼ばれるボディデザインにより、従来型に比較して約13%という破格の空気抵抗係数（Cd値）低減を実現した。
初代のイメージリーダーであったソフトトップを引き継ぐ形で、キャビン後部およびルーフ部（別体電動キャンパスルーフ）を幌とした「Jトップ」が設定された。このJトップは、電磁エアポンプ式の随時リアデフロック・GTOに採用されていた16インチブレーキ・当時の日本車の中では最大級の専用18インチホイールと専用タイヤ・専用極低速ギア比デフ・専用ロールケージなどが標準搭載された。そのため、フラットダートを速く走る事を主眼においた従来型よりもクロスカントリー色が強いグレードだった。
当時ならではの装備として、大型金属製カンガルーバーや、3モード可変ショックアブソーバ、ボディマウントをエアで伸縮して車高を変化させるグランドクリアランスコントロールなどのオフロード色の強いオプションも選択可能だった。
特別限定車として、パリ〜ダカール総合優勝記念車や、No.1スペシャル（月間販売台数1位記念）等が登場した。
1991年に開催された第12回日本カー・オブ・ザ・イヤー 特別賞を受賞。
1992年6月
全車にボディ同色のサイドアンダーミラーを左フェンダー先端部に装着。死角を減らした。
1993年7月
マイナーチェンジ。
エンブレムが「MMC」から「MITSUBISHI」になり、ボディカラーやホイールなども意匠変更された。
従来のエンジンに加えて、V型6気筒3,500 ccの6G74型（230 ps）と直列4気筒2,800 ccインタークーラーターボディーゼルの4M40型（125 ps）が追加された（メタルトップワイド・AT）。従来の2,500 ccディーゼルターボは、MT車、ノーマルボディ車、バンなどに搭載車種が縮小される。
上記の新型エンジン搭載車両は、ボディこそほぼ変わらないものの、高出力化に合わせトランスミッション容量の向上（MT・ATとも）、エンジンマウントの見直し、それらに伴いラダーフレーム、クロスメンバー各所にも変更が施され、前期型に比較してボディマウント部で1インチ近くリフトアップされた（したがって、前期型とのサスペンションの互換性を失っている）。
オフロード4WD初のSRSエアバッグシステムが搭載される様になった（運転席のみ先行）。オフロード4WDへのエアバッグシステムの採用はオフロード走行時の「衝撃」と万一の「衝突」の識別に非常に困難を伴うものであったが、数多くの試験データによってこれを克服。走りや機能、安全面で大きな改良がなされた。
1994年
- 2月 - 特別仕様車「リミテッドエディション」が発売。’94パリ・ダカールラリー出場を記念した限定車で、メタルトップワイドZR、 ミッドルーフワイドXRをベースとした専用ボディカラー（マジョルカブラック=ZR、ムーンライトブルー/ラガーディアンシルバー=XR）に主要装備を高級化した。
- 5月 - 特別仕様車「ホワイトパジェロ」発売。メタルトップXR-I（ショート・ワイド・ディーゼル）をベースに、専用モノトーンボディカラー（ソフィアホワイト）、エクステリアを全て白色化・ミッドルーフ（ロング）で好評の異形ヘッドランプを採用した。
- 10月 - 一部改良。

V型6気筒3,500 ccの6G74型エンジン搭載車種拡大（メタルトップワイドのMT車種などにも搭載）。特別限定車として、4M40型エンジン搭載でJトップ外装特装のGAGA、内外装色に塗り分けを用いずに統一感を出したブルームーンなどが登場。
Jトップに3.5LのV6エンジンを搭載し、ワイド化したグレードを追加。他のグレードも整理し、オーバーフェンダーのあるグレードはすべて3500ガソリンおよび2800エンジン搭載とした。全車AMステレオ対応ラジオを標準化、エアコンレスであったJ-topや2500バンなどにもエアコン標準装備するようになる。また、エアバッグ搭載車種の拡大、および、助手席エアバッグの搭載車種も拡大した。
1995年
- 2月 - 特別仕様車「リミテッドエディション」が発売。
- 5月 - メタルトップワイドベースの「グリーンフィールド」とミッドルーフワイドEXCEEDベースの「スーパーグリーンフィールド」をそれぞれ発売。夏のレジャーシーズン向けにアウトドアレジャーをイメージしたオプションが採用された。
- 8月 - 一部改良。

いままでオプションであった機能・装備を大幅に標準化。3列シート車の2列目シートをセパレートタイプに変更。
ミッドルーフワゴンに5人乗りのGシリーズ追加（丸型ヘッドライト）。
- 11月 - 特別仕様車「スノーアスリート」が発売。

1996年
- 1月 - 特別仕様車「フィールドマスター」を発売。グラナダ・ダカールラリー出場記念車。
- 5月 - 一部改良。

4G64型直列4気筒2,400 ccガソリンエンジンを搭載し、レカロシート・専用カラーなどを奢った「ルーキー」が追加された。また MMCS（カーナビゲーション）をメーカーオプションで設定。直列4気筒2,800 ccインタークーラーターボディーゼルの4M40型エンジンは電子制御化で140 psにパワーアップ。
- 9月 - 特別仕様車「スノーアスリート」が発売。

1997年
- 1月 - 特別仕様車「フィールドマスター」「フィールドマスターリミテッドエディション」を発売。
- 5月 - マイナーチェンジ[10]。

3,500 cc GDI 6G74 エンジン（245 ps）が搭載されるようになった。
併せて外装にも大きな変更が与えられた。ボディ見切りの向上を図るべくオーバーフェンダーを廃止しブリスターフェンダーを採用し、フェンダーの後付け感をなくした。また、いわゆる「カンガルーバー」バンパーによる衝突危険度増大の批判的世論を受け、ABS樹脂製のガードや樹脂部分を大型化したバンパーを採用した。さらにグリルデザインなどの外装部品の大幅な変更も同時に行なった。しかしデザイン的に一体感に欠け、先進性をあまり感じられなかったため、鋼板の意匠変更を含む自動車製造上においてかなり大きな（モデルチェンジに相当する）投資を行なったが、翳りの見えてきたパジェロ人気を回復させたのは一時的だった。内装もオートエアコンの意匠変更（液晶表示化）・3連メーターの方位計・車外温度計のデザイン変更・後述するINVECS-II搭載に対応したギアポジション表示メーターの採用・後退灯色の変更（オレンジ→白）、セカンドシートの分割可倒化等の変更を行なった。
また、従来の5ナンバーサイズボディにフェンダーの有無をつけた車体も、廉価版として2代目生産終了まで生産されていた。
（Gシリーズ、キックアップルーフ、JトップJS※ただし、エンジンは2800Dと6G72/24バルブ）
手動変速機能と学習機能を持ったINVECS-IIスポーツモードA/Tも新たに採用された。しかしこのトランスミッションは、従来のアイシン精機（現:アイシン）製から自社開発に切り替えたシステム過渡期の製造であり、ガラスのミッションとして、不具合が多く報告されている。
パリダカのレギュレーション改正（従来のプロトタイプ〈競技専用モデル〉と市販改造クラスで多かった4G63T換装など「ガソリンターボエンジンでの参戦」が禁止された）対応で開発された「パジェロエボリューション」が限定販売された。
- 10月 - 「パジェロエボリューション」が限定販売。
- 11月 - 特別仕様車「スノーアスリート」を発売[12]。

1998年2月
一部改良。
ミッドルーフワイドに普及価格版の「エクシードジオ」と「ジオマスター」を追加。
全車ともシフトレバーなどに抗菌仕様を採用、UVカットガラスも標準化した。またガソリン車のみの設定だったINVECS-IIスポーツモードATをターボディーゼル車にも拡大。
1999年2月
ミッドルーフワイドに「エクシードリミテッド」を追加。
2代目の日本での販売はこの年で終了したが、海外市場では2002年まで生産、販売は継続した。
- 前期型・リア
ミッドルーフワイド VR V6 3.0
- 中期型・リア
メタルトップ
2.8DT XG
- 中期型・リア
メタルトップワイド 
2.8DT フィールドマスター
（1995年8月〜1997年4月）
- 中期型・フロント
ミッドルーフワゴン
2.8DT XG
（静岡県新居町消防の指揮車）

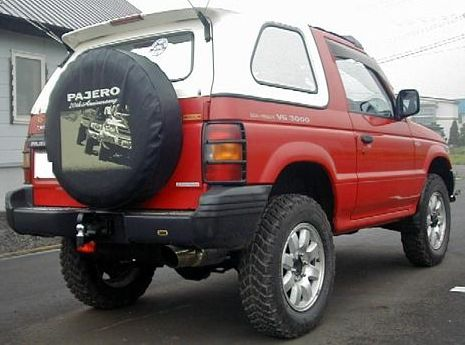
前期型・J-top　VS　V6-3.0　純正FRP－Topオプション装着車（1991年〜1993年）
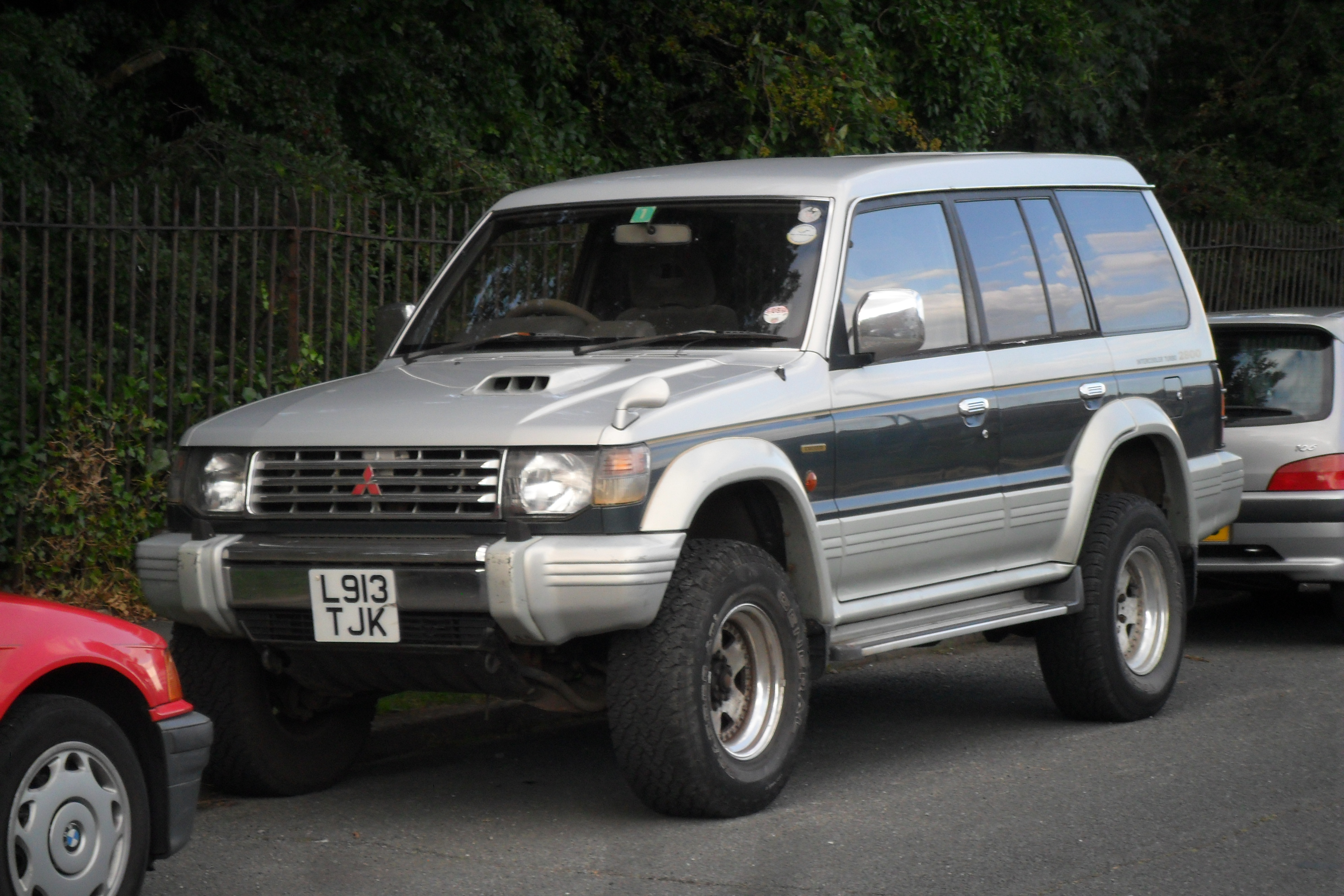
中期型・フロント ミッドルーフワイド 2.8DT ディーゼル （1993年〜1997年）
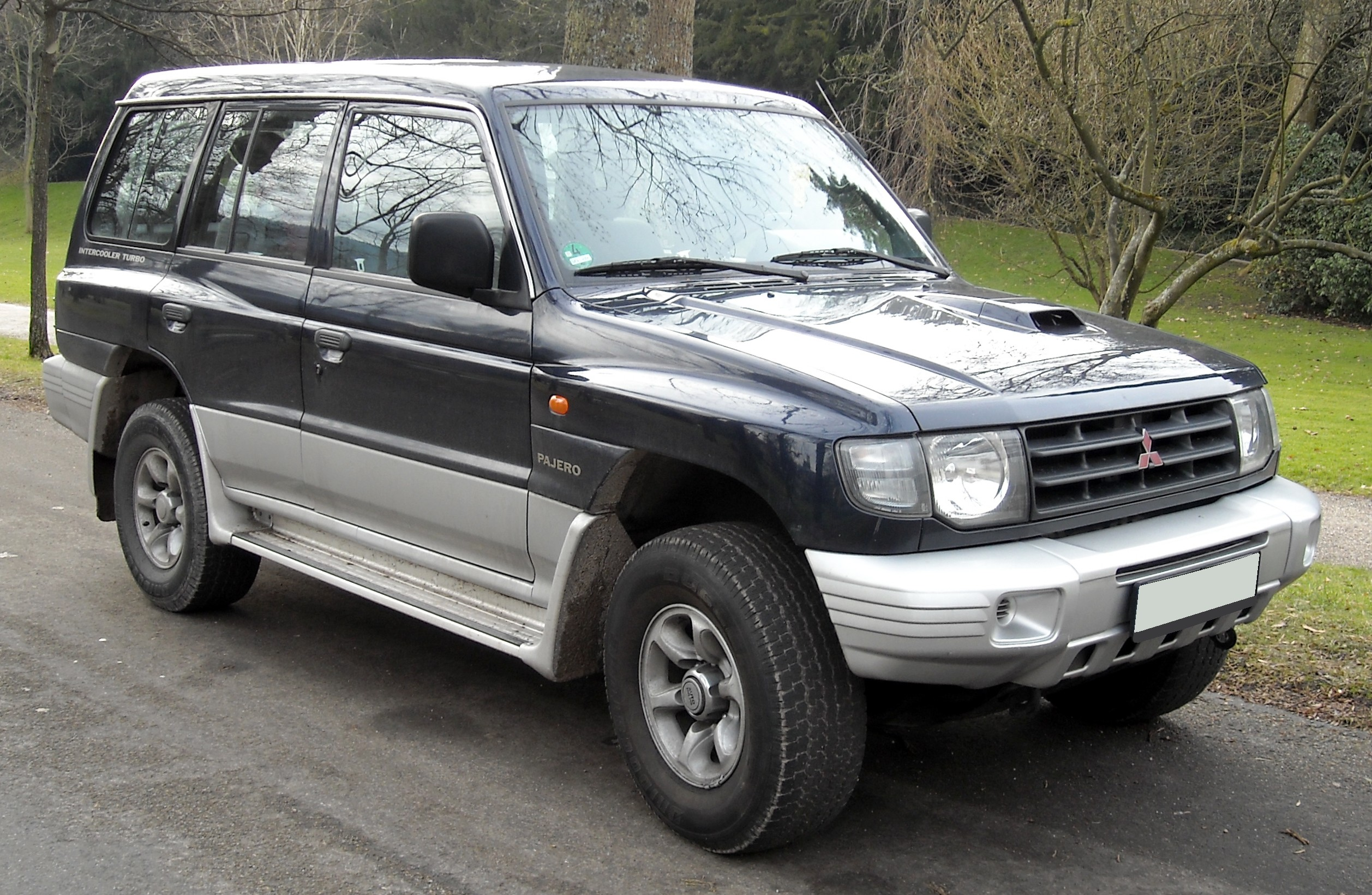
後期型・フロント ミッドルーフワゴン （欧州向け）
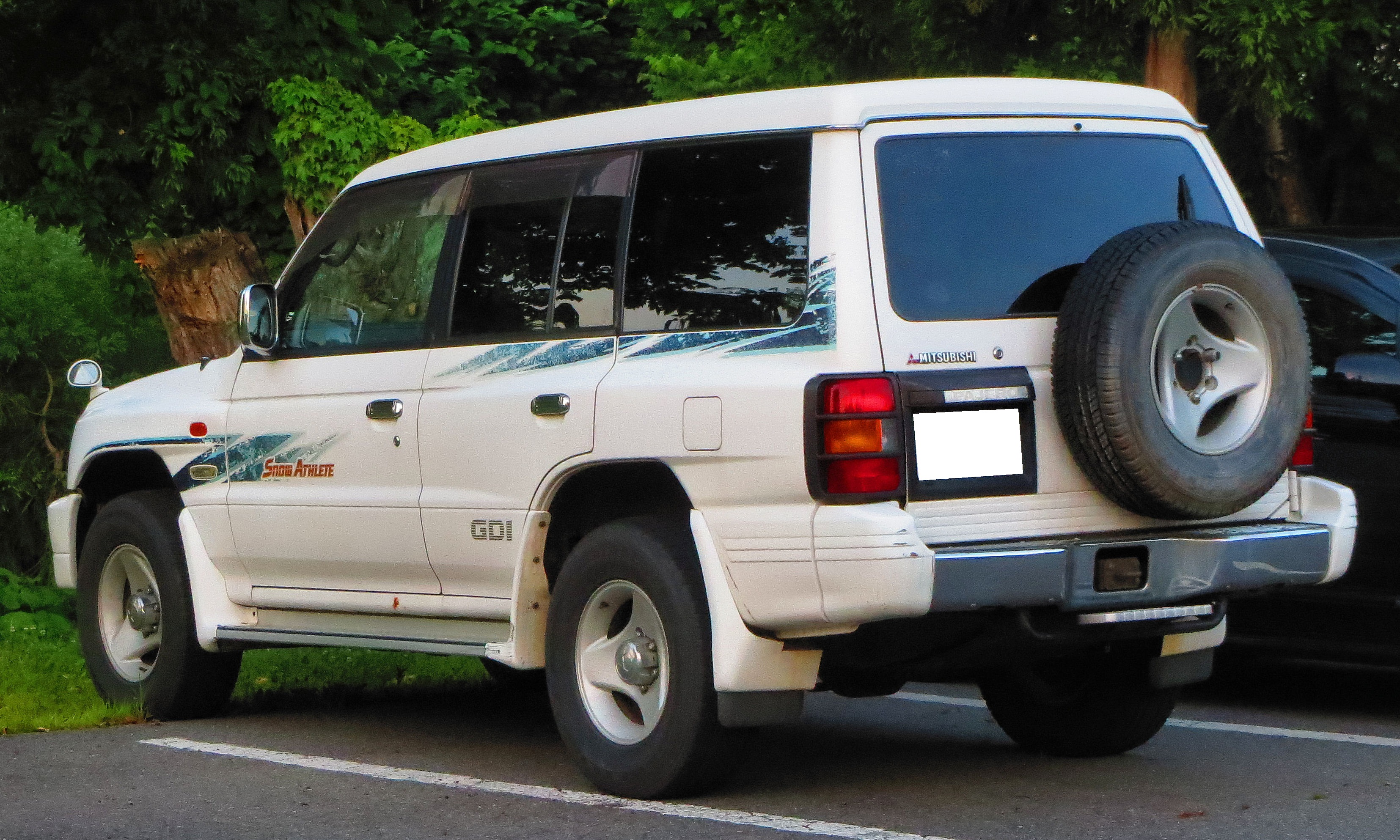
後期型・リア ミッドルーフワイド V6 3.5GDI スノーアスリート （1997年4月〜1999年8月）

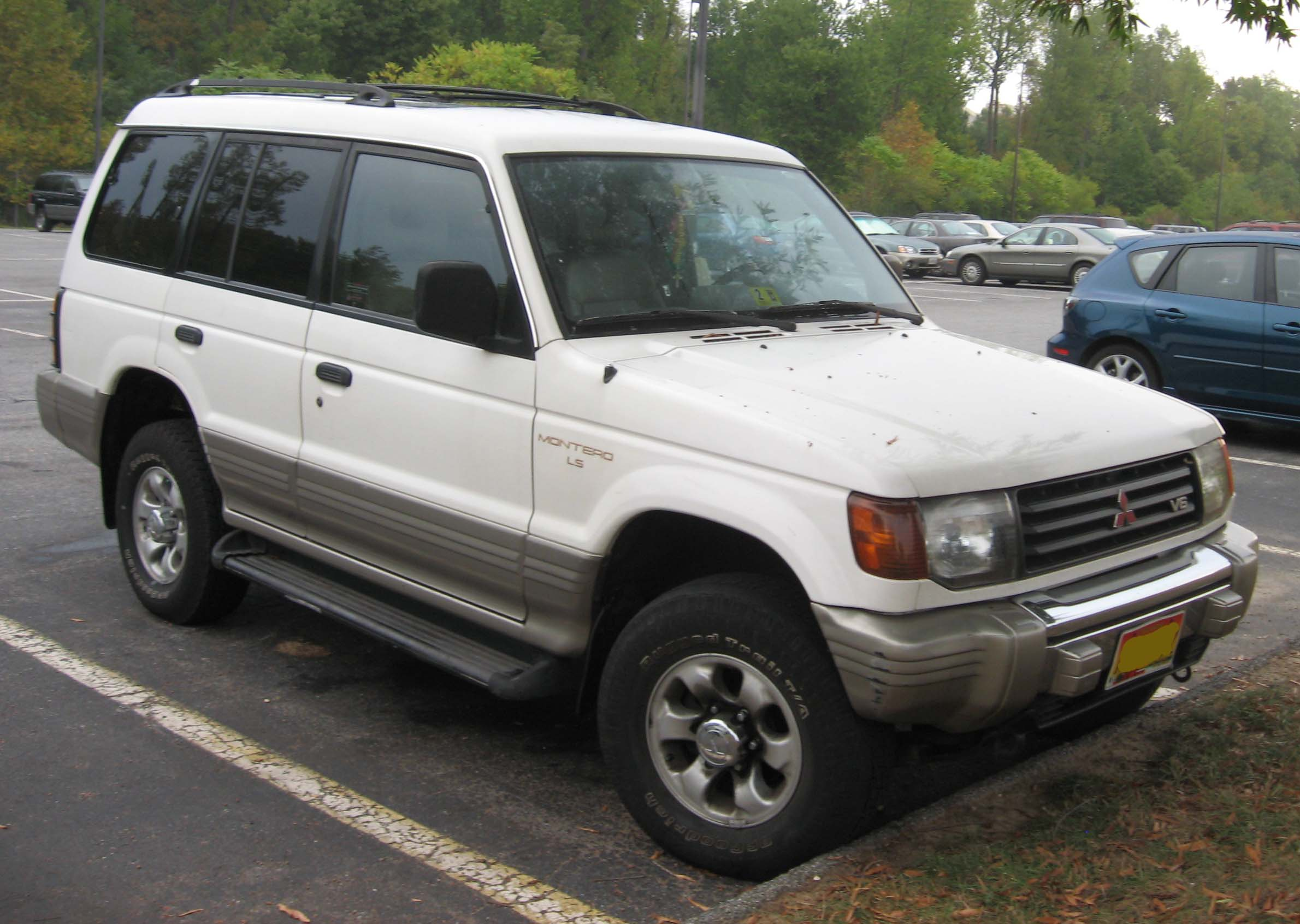
モンテロ （北米仕様）
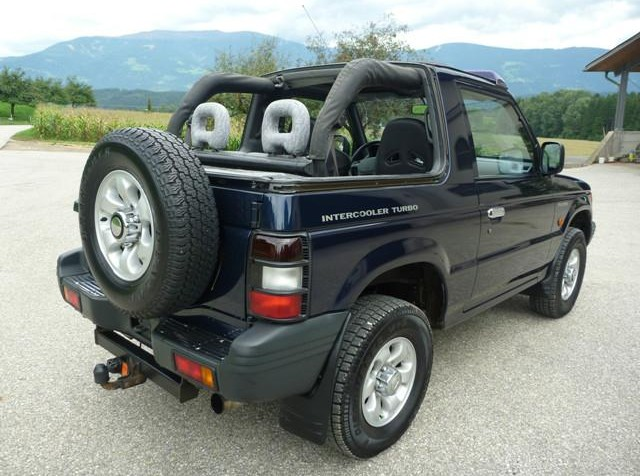
V24ｃ（J-top) 外仕様
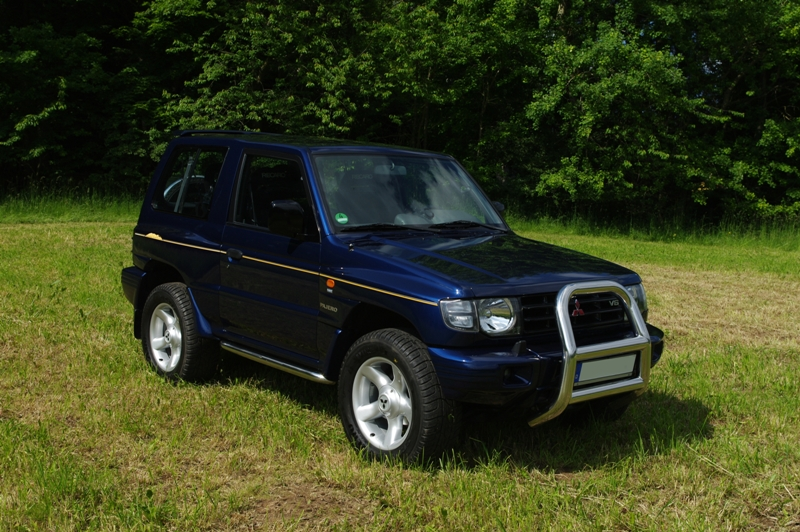
後期 海外限定車 ダカールリミテッド

## 3代目（1999年-2006年） V63・65・68・73・75・77・78W型
シャーシ・ボディ
シャーシは、ラダーフレームからラダーフレーム・ビルトイン・モノコックボディ（モノコックボディにラダーフレームを熔接した形）へ変更になった。これにより車重をロングで約100 kg軽量化し、かつ低重心による優れた操縦安定性と乗り心地を提供するとともに、曲げ、捩り剛性とも従来の約3倍のボディとした。他のモノコックにフレームを付けた車両とは違い、従来型に近い形で前後貫通するラダーフレームが入っており、通常のラダーフレームより同社比で剛性アップを果たした。
ボディは、ショートとロングの2タイプとなっており、従来の5ナンバーボディにオーバーフェンダーを付けたスタイルを廃し、2代目で販売主力となりつつあった国外市場のニーズ向けに、標準ボディで3ナンバーと大型化された。ただし、日本向けにバンは販売されていない。
エンジン
エンジンは、発売当初は前の型で採用された6G74 V型6気筒DOHC24バルブ(GDI) 3,496 ccのEGR処理や希薄燃焼領域などの制御の問題点を改良した（220 ps）ガソリンエンジンと4M40をベースとした4M41 直列4気筒DOHC16バルブICターボ(DI-D) 3,200 cc（175 ps）ディーゼルエンジンのみだった。発売1年後に6G72 V型6気筒SOHC24バルブ（180 ps）ガソリンエンジンが追加された。
後半には、6G74 V型6気筒DOHC24バルブ(GDI) 3,496 ccを廃止し 6G75 V型6気筒SOHC24バルブ 3,828 cc（219 ps）に置き換えられた。
サスペンション
サスペンションは、前の型の最終進化形ともなるパジェロエボリューションと同じく、フロントがダブルウイッシュボーン・コイルスプリング式独立懸架　リアもマルチリンク式ダブルウィッシュボーン・コイルスプリング独立懸架の4輪独立懸架式サスペンションへと変更された。メンバー部分の増大化により従来より剛性強化がなされた。同様にエボリューション同様、ハイブリッドリアデフと呼ぶLSDとデフロックを兼用するシステムを持つ。
四輪駆動システム
今回からスーパーセレクト4WD Ⅱ へと進化した。変更点は、トランスファーシフトレバー（運転席のレバー）が従来の手動で直接トランスファー内のシフトレールを動かすのではなく、運転席のレバーを電気スイッチとし、トランスファーのシフトレールを電気モーター式シフトアクチュエーターで動かすタイプとした。遊星ギア式センターディファレンシャルのテコの原理により前後駆動力配分を33:67とし旋回性を向上した（ビスカスカップルによる作動制限で50:50まで変化する）。従来同様、後輪2WD、直結4WD（のHiとLo）もできるものとした。
MT車の設定もある。
| 機関   | 国                           | 試験年 | 評価                       | 備考                                   |
| ------ | ---------------------------- | ------ | -------------------------- | -------------------------------------- |
| ANCAP  | オーストラリア               | 2006年 | ★★★★                       | 最高評価は★★★★★である。                |
| IIHS   | アメリカ                     | 2001年 | オーバーラップテスト「良」 | 評価は上から「優」「良」「可」「不可」 |
| 2002年 | オーバーラップテスト「良」   |        |                            |                                        |
| 2003年 | オーバーラップテスト「良」   |        |                            |                                        |
| 2004年 | オーバーラップテスト「良」   |        |                            |                                        |
| 2005年 | オーバーラップテスト「良」   |        |                            |                                        |
| 2005年 | ヘッドレスト＆シート「不可」 |        |                            |                                        |
| 2006年 | オーバーラップテスト「良」   |        |                            |                                        |
| 2006年 | ヘッドレスト＆シート「不可」 |        |                            |                                        |

### 年表
1999年9月2日
フルモデルチェンジ。
テールランプはポジション／ブレーキランプとウインカーのみメインのランプユニットに存在し、バックランプ・反射板はバンパーに組み込んでいる。
2000年1月
特別仕様車「EXCEED-S」・「EXCEED-L」が発売された。
「EXCEED-S」は、ZRグレードをベースに、セカンドセパレートシート（6:4分割）とし、ロングには、デュアルオートエアコンを装備。エクステリアでは、ドアサッシュをラクーン塗装、ドアハンドルをボディカラー同色、メッキフロントグリル＆メッキリヤコンビランプ、寒冷地仕様とする。上級「EXCEED-L」は、エクシードグレードをベースに、MMCS、TVチューナー、リヤビューカメラ、スタイルドタイヤケース、フォグランプ、寒冷地仕様を特別装備した。
2000年8月
一部改良。
「EXCEED」は、装備を一部見直した「EXCEED-I」と、INVECS-II スポーツモード5AT、 ディスチャージヘッドランプ、フォグランプ等を採用して価格アップを極力抑えた「EXCEED-II」に分けて設定。2代目で採用されていた6G72 V型6気筒SOHC24バルブ（180 ps）エンジンを搭載した「ZR（ショート、ロング）」「ZX（ロング）」を追加し、 スポーティな走りを楽しむユーザー向けにMT仕様を設定するなど、商品ラインアップを充実させた。
ディスチャージヘッドランプ、セキュリティアラーム等を上級類別に採用、また6:4分割セカンドシートの採用類別を拡大し、 機能・装備を一層充実させた。
オフロード走破性能強化のため、リアにハイブリッドデフと呼ぶヘリカルLSD付デフロックをメーカーオプションで設定した。
ボディカラーにギャラクシーホワイトを追加。
2001年8月
一部改良。
三菱マルチコミュニケーションシステム（MMCS）のナビゲーション機能をDVD化。SUPER EXCEED、EXCEED-II に標準装備、EXCEED-I、ZRにメーカーオプション設定。併せてオーディオシステムもMDプレイヤーをSUPER EXCEED、EXCEED-II標準装備し、機能性の向上を図った。
ボディカラーにグランブルー／クィーンズシルバーを追加。
2002年1月
パジェロ20周年を記念した20thアニバーサリー プレミアムパッケージが限定発売。ボディカラーをサテライトシルバー、ピレネーブラック、ギャラクシーホワイトの専用モノトーンとし、ライセンスプレートガーニッシュをボディ同色化。専用エンブレム、ボディ同色の専用スペアタイヤケース、専用シート生地、専用黒木目調パネル、革巻ステアリングを採用した。また、併せて、当時まだ根強い人気だった初期型、2代目などを対象に、20周年オプション（タイヤケース・エンブレム・シートカバー・フロアマット）販売も行われた。本稿2代目J-top車両の画像にオプション品装備が見られる。
2002年9月
マイナーチェンジ。
ヘッドライト、フロントグリル、リア周りのエクステリアデザインパーツを一新した。バンパーにあったバックランプと反射板はすべてボディ側のテールランプに内蔵されたため、バックランプユニットがあった場所は蓋でふさがれている。
ショート・ロングの「EXCEED-II」「SUPER EXCEED」にはアクティブスタビリティ&トラクションコントロール（ASTC）が標準装備となった。このASTCは、車両の不安定な動きやスリップをブレーキで抑制して安定走行を支えるアクティブスタビリティコントロール（ASC）と、前後片輪が空転しても空転タイヤにブレーキをかけて駆動力の流出を防止し走破性を向上させるアクティブトラクションコントロール（ATC）の2つの機能を組み合わせたシステムとなっている。
ボディーカラーにグリーン/ミディアムグレーマイカ、ミディアムゴールドメタリックの2色を追加。
2003年10月
特別仕様車「HDDナビエディション」が限定販売された。
「EXCEED」をベースに、三菱電機製HDDナビゲーション＆後席7インチワイドディスプレイを採用し、後席7インチワイド液晶ディスプレイの採用により、市販のDVDソフトを活用し、映画鑑賞も可能になった。また、音楽サーバーには約400曲の保存ができ、編集も可能とした。
V6 3.0 L ECI-MULTIエンジン＋INVECS-II スポーツモード4A/T搭載の新類別「EXCEED」を追加。
2004年1月
特別仕様車「アクティブフィールドエディション」が限定販売された。「EXCEED」をベースに内装・外装の新たに設定。三菱電機製HDDナビゲーション、MDSモニターを標準装備、リヤシートでDVD映像が楽しめる後席7インチワイド液晶ディスプレイをオプション設定とした。専用外観として、スキッドプレート塗装（マッドシルバー調）、ドアミラーカラーキー、光輝アルミホイール、専用スペアタイヤケース等を、専用内装として、本皮＆エクセーヌコンビシートを採用し、運転席パワーシート、チタン調インパネ＆エアアウトレット、本皮ステアリングホイール、ディスチャージヘッドランプ（HID）が標準装備となった。
2004年12月
一部改良。
新デザインの大径17インチアルミホイール（「EXCEED-II」以上）や、MMCS（DVDナビゲーション対応三菱マルチコミュニケーションシステム「EXCEED-I」以上）を標準装備するなど、外観をよりスポーティにするとともに実用性を向上させた。
「EXCEED-II」にも、MMCSを標準装備し、ショートボディの「SUPER-EXCEED」を廃止した。
特別仕様車「アクティブフィールドエディション」も内外装、装備をリフレッシュした。ロング「EXCEED」（V6 3.0L）をベース車として、パリ〜ダカールラリードライバーの増岡浩がアドバイザーとして開発に参加。専用ツーリングサスペンションや専用内外装、HDDナビゲーションシステムを装着するなど充実した装備のモデルとした。
2005年11月
マイナーチェンジ。
外見では中期型でクリアになったヘッドライトの方向指示器が、前期型のようにアンバーに戻され、テールランプの配列が変更された。これは車を斜め後から見た時にボディの右側に寄って配置されている背面タイヤの影にテールランプが隠れて見えなくなるのを防ぐためである。元々前期型でバックランプ・反射板があった位置に入る形のウインカー・ブレーキランプを装備し、中期型でウインカーだった部分はバックランプへ、ブレーキ・ポジションランプを兼ねていた部分はポジションのみへ、バックランプだった灯室はリアフォグへそれぞれ変更された。この変更は2005年12月のパジェロミニのマイナーチェンジ時にも同じ変更が見られた。
「SUPER EXCEED」をベース車とした、上級志向の「アクティブフィールドエディションSE」を新たに追加。HDDナビゲーションや専用外観など充実した装備となっている。
GDIエンジンを廃止し6G75 V型6気筒SOHC24バルブ 3,828 cc（219 ps）に変更。
翌年10月にフルモデルチェンジをしたため、結果的に希少なモデルとなった。
| グレード                                 | 製造年                  | エンジン型式    | エンジン                  | 排気量   | 最大出力           | 最大トルク              | 変速機          |
| ---------------------------------------- | ----------------------- | --------------- | ------------------------- | -------- | ------------------ | ----------------------- | --------------- |
| ショート ZR                              | 2000年08月 - 2006年10月 | 6G72(MPI)       | V型6気筒SOHC24バルブ      | 2,972 cc | 180 ps / 5,500 rpm | 27.0 kgf・m / 4,000 rpm | - 4速AT - 5速MT |
| ショート ZR                              | 1999年09月 - 2000年08月 | 4M41            | 直列4気筒DOHC16バルブDI-D | 3,200 cc | 175 ps / 3,800 rpm | 39.0 kgf・m / 2,000 rpm | 4速AT           |
| ショート ZR                              | 1999年10月 - 2000年08月 | 6G74(GDI)       | V型6気筒DOHC24バルブ      | 3,496 cc | 220 ps / 5,500 rpm | 35.5 kgf・m / 3,750 rpm | 4速AT           |
| ショート EXCEED                          | 1999年09月 - 2000年08月 | 4M41            | 直列4気筒DOHC16バルブDI-D | 3,200 cc | 175 ps / 3,800 rpm | 39.0 kgf・m / 2,000 rpm | 4速AT           |
| ショート EXCEED                          | 1999年10月 - 2000年08月 | 6G74(GDI)       | V型6気筒DOHC24バルブ      | 3,496 cc | 220 ps / 5,500 rpm | 35.5 kgf・m / 3,750 rpm | 4速AT           |
| ショート EXCEED I                        | 2000年08月 - 2005年01月 | 4M41            | 直列4気筒DOHC16バルブDI-D | 3,200 cc | 175 ps / 3,800 rpm | 39.0 kgf・m / 2,000 rpm | 4速AT           |
| ショート EXCEED I                        | 2000年08月 - 2006年10月 | 6G74(GDI)       | V型6気筒DOHC24バルブ      | 3,496 cc | 220 ps / 5,500 rpm | 35.5 kgf・m / 3,750 rpm | 4速AT           |
| ショート EXCEED II (MMCSレス仕様有り)    | 2000年08月 - 2005年01月 | 4M41            | 直列4気筒DOHC16バルブDI-D | 3,200 cc | 175 ps / 3,800 rpm | 39.0 kgf・m / 2,000 rpm | 5速AT           |
| ショート EXCEED II (MMCSレス仕様有り)    | 2000年08月 - 2005年11月 | 6G74(GDI)       | V型6気筒DOHC24バルブ      | 3,496 cc | 220 ps / 5,500 rpm | 35.5 kgf・m / 3,750 rpm | 5速AT           |
| ショート SUPER EXCEED (MMCSレス仕様有り) | 1999年09月 - 2005年01月 | 4M41            | 直列4気筒DOHC16バルブDI-D | 3,200 cc | 175 ps / 3,800 rpm | 39.0 kgf・m / 2,000 rpm | 5速AT           |
| ショート SUPER EXCEED (MMCSレス仕様有り) | 1999年10月 - 2005年11月 | 6G74(GDI)       | V型6気筒DOHC24バルブ      | 3,496 cc | 220 ps / 5,500 rpm | 35.5 kgf・m / 3,750 rpm | 5速AT           |
| ロング ZX                                | 2000年08月 - 2002年09月 | 6G72(MPI)       | V型6気筒SOHC24バルブ      | 2,972 cc | 180 ps / 5,500 rpm | 27.0 kgf・m / 4,000 rpm | - 4速AT - 5速MT |
| ロング ZX                                | 2000年01月 - 2000年08月 | 6G74(GDI)       | V型6気筒DOHC24バルブ      | 3,496 cc | 220 ps / 5,500 rpm | 35.5 kgf・m / 3,750 rpm | 4速AT           |
| ロング ZR                                | 2000年08月 - 2006年10月 | 6G72(MPI)       | V型6気筒SOHC24バルブ      | 2,972 cc | 180 ps / 5,500 rpm | 27.0 kgf・m / 4,000 rpm | - 4速AT - 5速MT |
| ロング ZR                                | 1999年09月 - 2000年08月 | 4M41            | 直列4気筒DOHC16バルブDI-D | 3,200 cc | 175 ps / 3,800 rpm | 39.0 kgf・m / 2,000 rpm | 4速AT           |
| ロング ZR                                | 1999年10月 - 2000年08月 | 6G74(GDI)       | V型6気筒DOHC24バルブ      | 3,496 cc | 220 ps / 5,500 rpm | 35.5 kgf・m / 3,750 rpm | 4速AT           |
| ロング EXCEED                            | 2002年09月 - 2005年11月 | 6G72(MPI)       | V型6気筒SOHC24バルブ      | 2,972 cc | 180 ps / 5,500 rpm | 27.0 kgf・m / 4,000 rpm | 4速AT           |
| ロング EXCEED (MMCSレス仕様有り)         | 1999年09月 - 2000年08月 | 4M41            | 直列4気筒DOHC16バルブDI-D | 3,200 cc | 175 ps / 3,800 rpm | 39.0 kgf・m / 2,000 rpm | 4速AT           |
| ロング EXCEED (MMCSレス仕様有り)         | 1999年10月 - 2000年08月 | 6G74(GDI)       | V型6気筒DOHC24バルブ      | 3,496 cc | 220 ps / 5,500 rpm | 35.5 kgf・m / 3,750 rpm | 4速AT           |
| ロング EXCEED I                          | 2000年08月 - 2005年01月 | 4M41            | 直列4気筒DOHC16バルブDI-D | 3,200 cc | 175 ps / 3,800 rpm | 39.0 kgf・m / 2,000 rpm | 4速AT           |
| ロング EXCEED I                          | 2000年08月 - 2005年11月 | 6G74(GDI)       | V型6気筒DOHC24バルブ      | 3,496 cc | 220 ps / 5,500 rpm | 35.5 kgf・m / 3,750 rpm | 4速AT           |
| ロング EXCEED II (MMCSレス仕様有り)      | 2000年08月 - 2005年01月 | 4M41            | 直列4気筒DOHC16バルブDI-D | 3,200 cc | 175 ps / 3,800 rpm | 39.0 kgf・m / 2,000 rpm | 5速AT           |
| ロング EXCEED II (MMCSレス仕様有り)      | 2000年08月 - 2005年11月 | 6G74(GDI)       | V型6気筒DOHC24バルブ      | 3,496 cc | 220 ps / 5,500 rpm | 35.5 kgf・m / 3,750 rpm | 5速AT           |
| ロング SUPER EXCEED (MMCSレス仕様有り)   | 1999年09月 - 2005年01月 | 4M41            | 直列4気筒DOHC16バルブDI-D | 3,200 cc | 175 ps / 3,800 rpm | 39.0 kgf・m / 2,000 rpm | 5速AT           |
| ロング SUPER EXCEED (MMCSレス仕様有り)   | 1999年10月 - 2005年11月 | 6G74(GDI)       | V型6気筒DOHC24バルブ      | 3,496 cc | 220 ps / 5,500 rpm | 35.5 kgf・m / 3,750 rpm | 5速AT           |
| ロング SUPER EXCEED (MMCSレス仕様有り)   | 2005年11月 - 2006年10月 | 6G75(ECI-MULTI) | V型6気筒SOHC24バルブ      | 3,827 cc | 219 ps / 5,500 rpm | 34.3 kgf・m / 3,250 rpm | 5速AT           |

- ショート 3.5 GDI 
前期型・リア（1999年9月 - 2002年9月）
- ロング 中期型・リア
- ロング 3.2 DI-D 
後期型・リア（豪州向け）

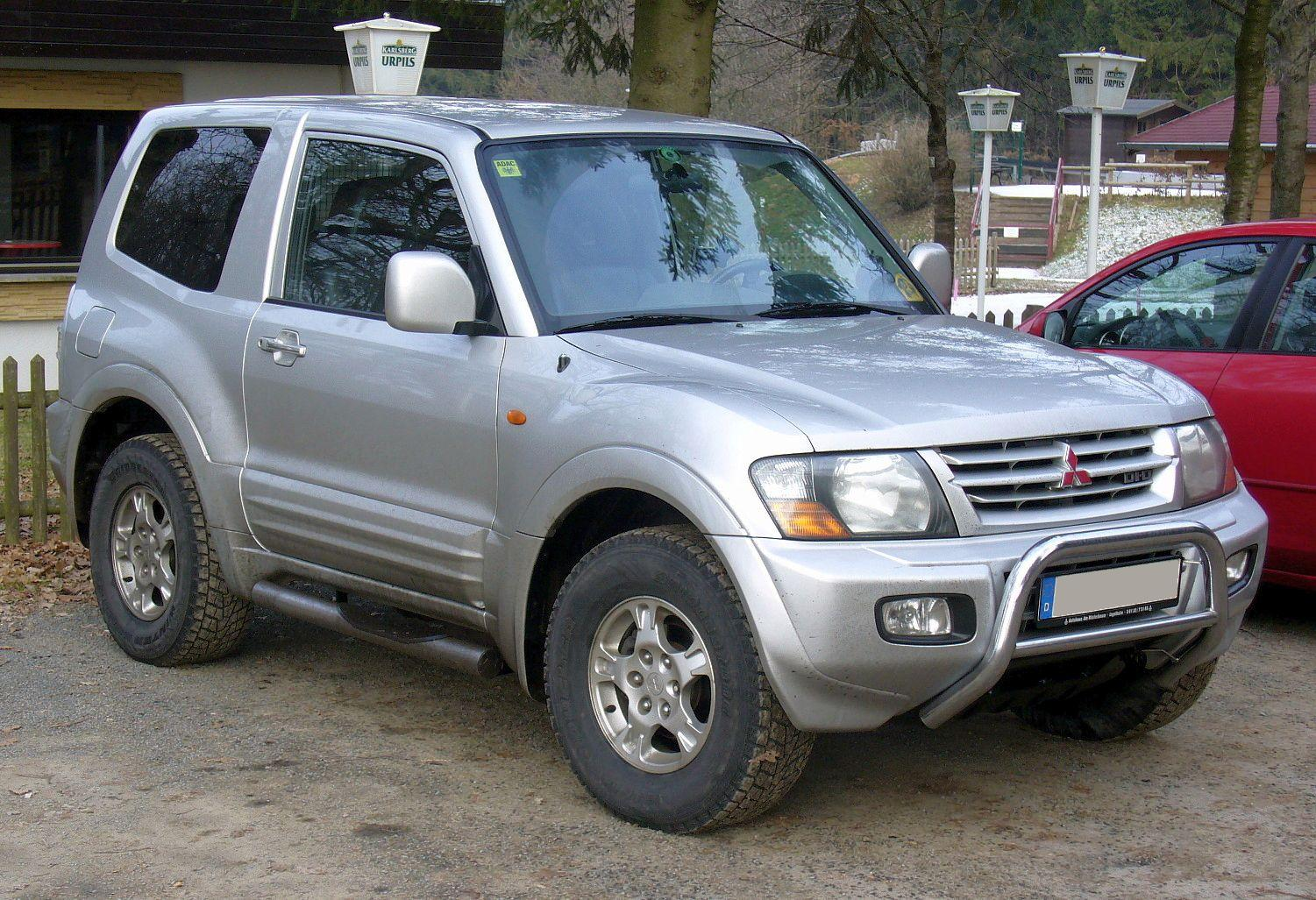
ショート 3.2 DI-D 前期型・フロント（1999年9月 - 2002年9月）
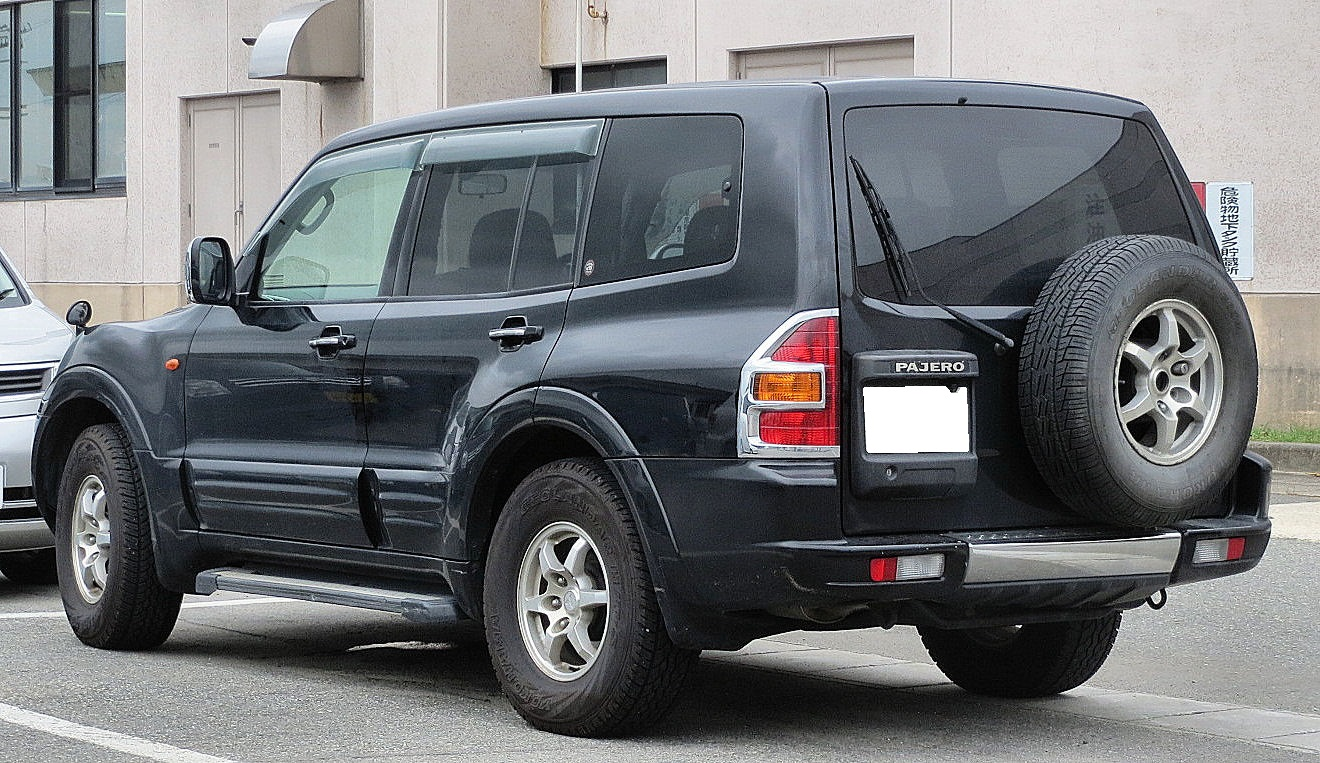
ロング 3500GDI 前期型・リア（2000年1月 - 2002年9月）
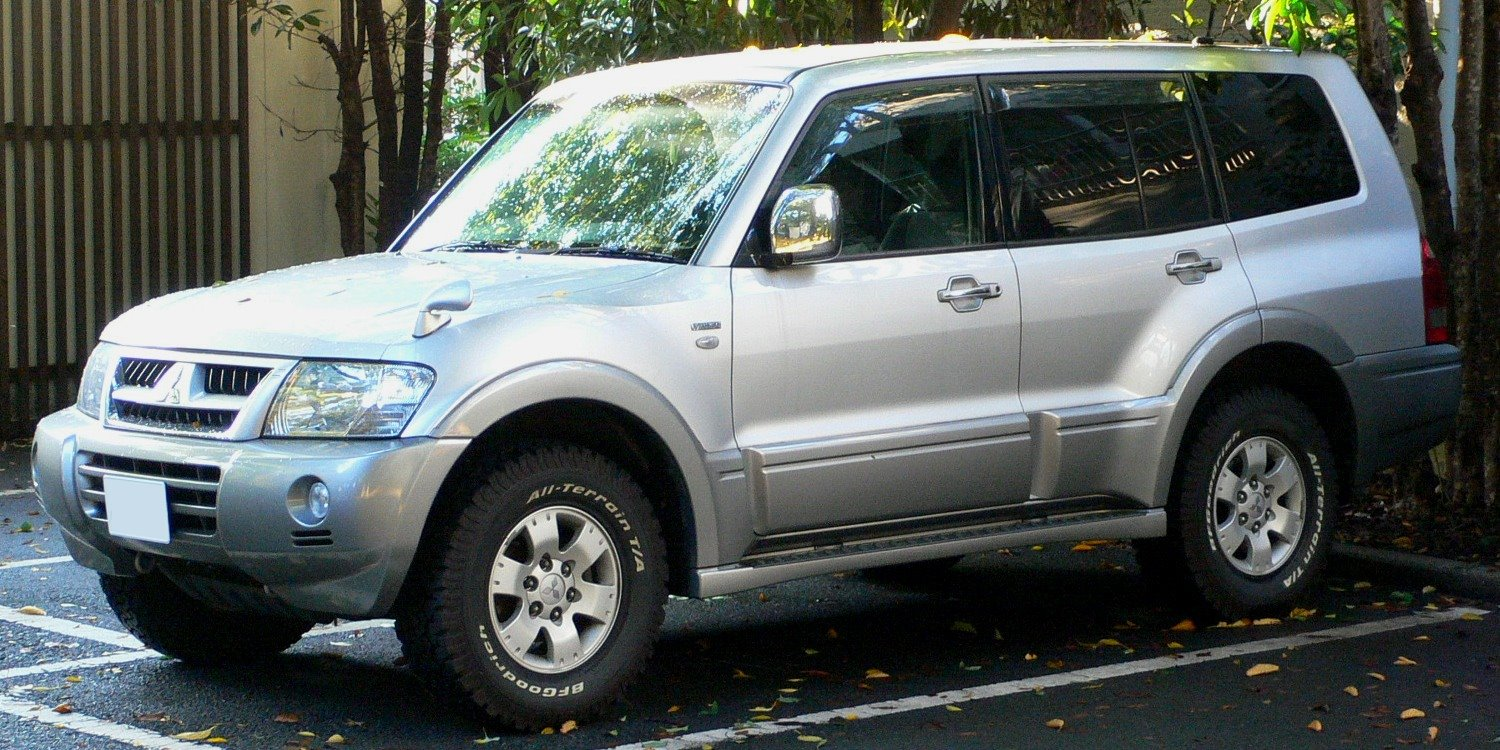
中期型・フロント（2002年9月 - 2005年11月）
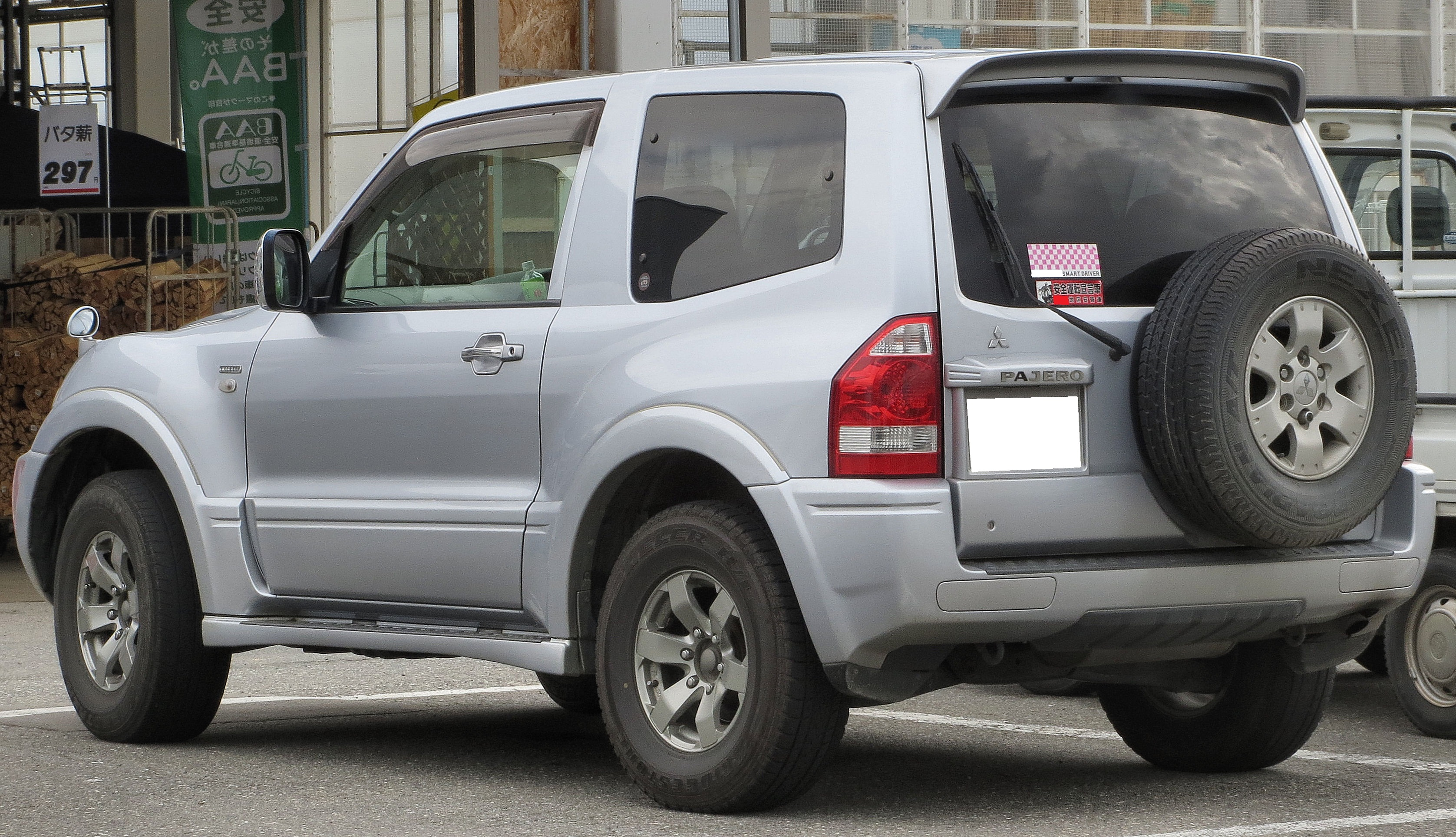
ショート 3200DI-D EXCEED 中期型・リア （2002年9月 - 2005年11月）
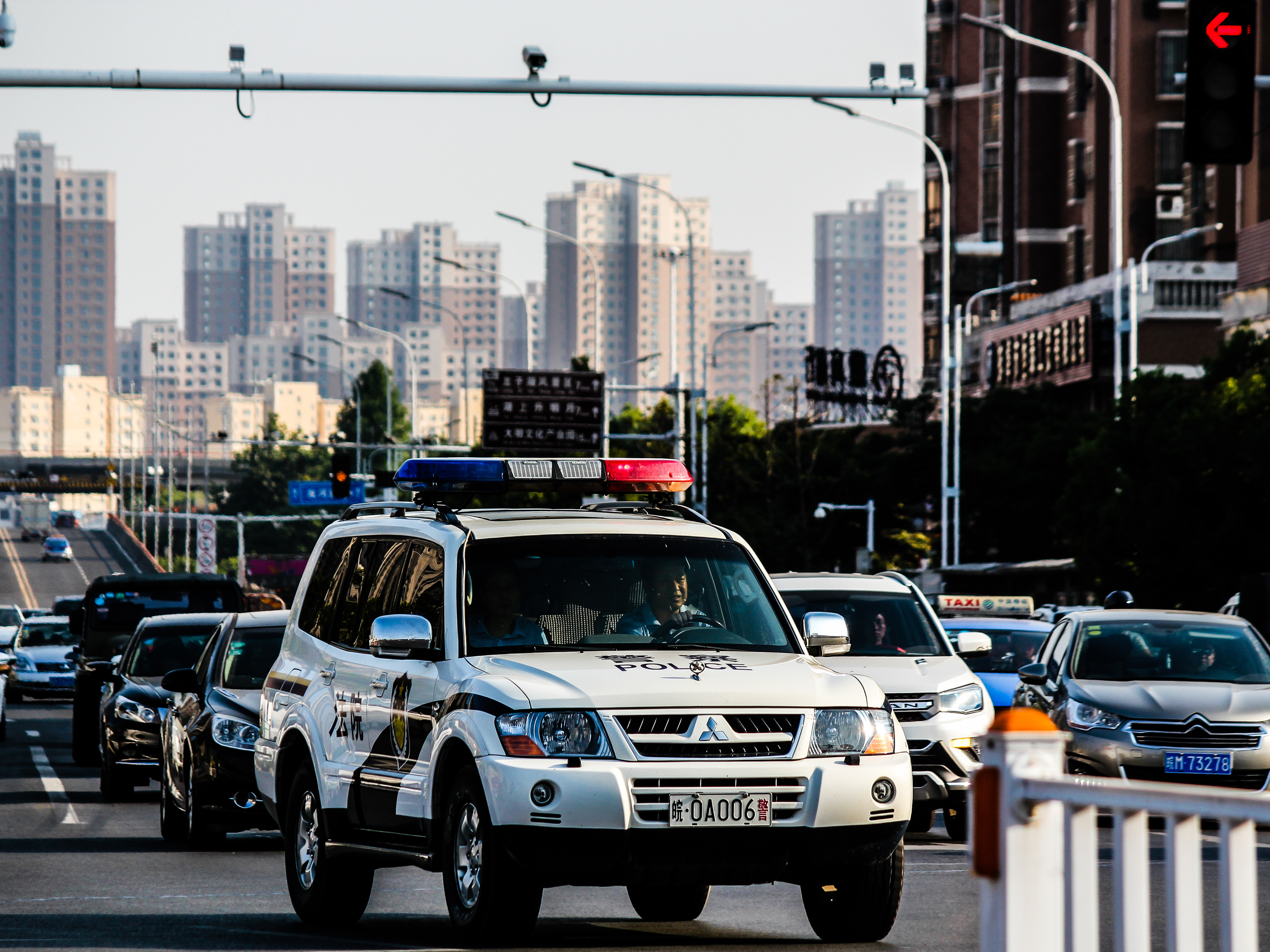
中国の中期型パジェロ警車
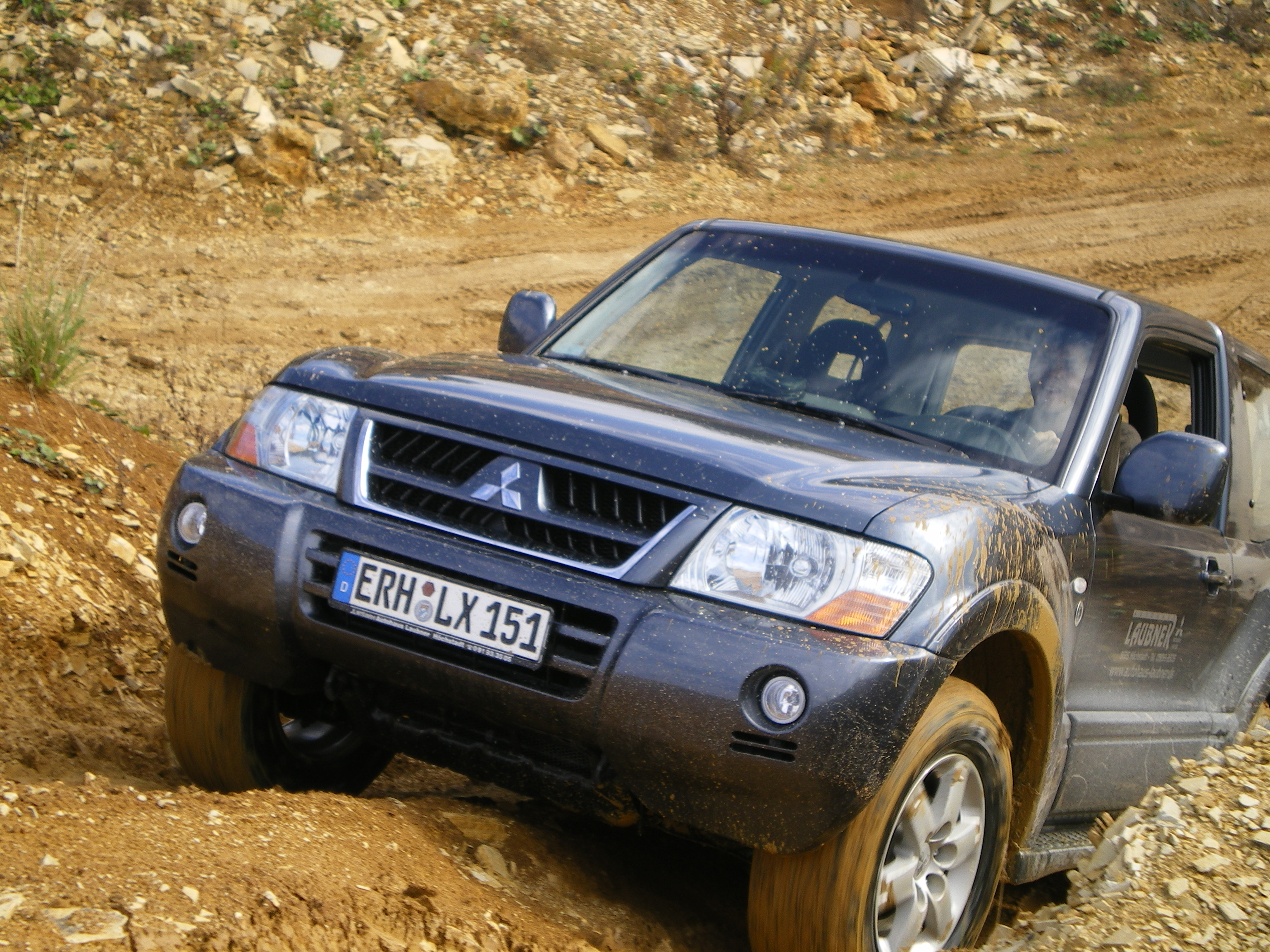
オフロードを走行する3代目パジェロ

## 4代目（2006年-2021年）V83・87・88・93・97・98W型
シャーシ・ボディ
シャーシは、先代から継承されたラダーフレーム・ビルトイン・モノコックボディ(モノコックボディに前後貫通したラダーフレームを溶接した形)である。また、ボディにグレードの高い高張力鋼板を採用したり溶接部位の拡大、構造用接着剤の使用等で、先代以上のボディ剛性を獲得した。
高レベルの走行性能と快適性を軽量で高剛性なモノコックボディで実現しながら、路面からの激しい衝撃にはラダーフレームが無類の強さを発揮する。
大きな面積を占めるエンジンフードにアルミを採用。フロント回りの大幅な軽量化により、運動性能が向上している。
ボディは、ショートとロングの2タイプとなっている。V20・V40系パジェロを現代風にアレンジしたデザインとアナウンスされている。
エンジン
エンジンは、発売当初は6G75 V型6気筒SOHC24バルブ3,828 ccロングで252 ps、ショートで249 psと6G72V型6気筒SOHC24バルブ 2,972 cc(178 ps)が搭載される。後に、新長期規制をクリアした4M41 直列4気筒DOHC16バルブICターボ(DI-D) 3,200 cc (170 ps)を搭載。
そして、2010年9月2日  ポスト新長期規制をクリアしたクリーンディーゼルエンジン新4M41 直列4気筒DOHC16バルブICターボ(DI-D) 3,200 cc(190 ps)が搭載され、パジェロ史上最大トルクとなる45.0 kgf・m/2,000 rpmを発生させる。
サスペンション
サスペンションは、先代から踏襲されている、フロント:ダブルウイッシュボーン・コイルスプリング式独立懸架、リア:マルチリンク式ダブルウィッシュボーン・コイルスプリング独立懸架の4輪独立懸架式サスペンションである。今回は先代からさらに熟成が図られ、ロールが先代よりもかなり抑えられている。
フロント220 mm 、リヤは260 mm（ロング）・270 mm（ショート）というストローク量を確保している。
四輪駆動システム
先代から採用されているスーパーセレクト4WDIIを踏襲。先代から変わらず、トランスファーシフトレバー（運転席の4WD切替レバー）を電気スイッチとし、トランスファーのシフトレールを電気モーター式シフトアクチュエーターで動かす。遊星ギア式センターディファレンシャルのテコの原理により前後駆動力配分を33:67とし（ビスカスカップルによる作動制限で50:50まで変化する）、走行安定性と旋回性を高い次元で可能としている。従来通り後輪2WD、直結4WD（のHiとLo）にもなる。
また、滑りやすい路面や、緊急回避時の急なハンドル操作による車両の不安定な動きや車輪のスリップをブレーキを独立して作動させることで抑制して安定走行を支えるアクティブスタビリティコントロール（ASC）と雪道やぬかるみなどでの発進時や、急勾配での登坂・降坂時に駆動輪のスリップを感知すると、そのタイヤにブレーキをかけるとともに、スロットル部分の電子コントロールによりエンジンの出力を最適に制御するアクティブトラクションコントロール（ ATC ）を組み合わせたASTC（アクティブスタビリティ＆トラクションコントロール）を搭載している。
| 機関  | 国             | 試験年 | 評価  | 備考                    |
| ----- | -------------- | ------ | ----- | ----------------------- |
| ANCAP | オーストラリア | 2011年 | ★★★★  | 最高評価は★★★★★である。 |
| ANCAP | オーストラリア | 2013年 | ★★★★★ | 最高評価                |

### 年表
2006年9月28日
パリサロンで欧州仕様のパジェロが展示された。
2006年10月4日
フルモデルチェンジ。
目標月間販売台数は700台と発表されている。内外装が大幅に洗練化されつつ、3ウェイ2トーンをロングボディのEXCEED以上のグレードで復活させるなど2代目V20・V40系のスタイリングエッセンスを盛り込み、旧来の三菱車ファンに受け入れられやすい要素を盛り込んだ。
シフトはマニュアルモード付4速/5速ATの他に先代同様、日本国内向けの新型車では珍しい5速MTの設定もあった。プラットフォームは先代モデルのものを改良の上引き続き使用。オーディオはアウトランダーにも設定があるロックフォード・フォズゲートの5.1chサラウンドを盛り込んだ「アコースティックサウンドシステム」が設定される。
2006年12月20日
特別仕様車追加（発売は2007年1月31日より）
「Limited Edition（リミテッドエディション）」(ロングボディ)
ロングボディ「ZR-S」をベースにした「リミテッドエディション」は、フロントグリル、ヘッドライトエクステンションのメッキ化、ドアアウターハンドル、ドアミラー、ホイールリップモールのカラーキー化、サイドステップの追加など、上級グレードであるエクシード系に準ずる外観にした。
「SUPER EXCEED Edition（スーパーエクシードエディション）」(ショートボディ)
ショートボディ「VR-II」をベースにした、ヘッドライトエクステンション、ドアアウターハンドル、ドアミラーのメッキ化、スペアタイヤガーニッシュ、ホイールリップモールのカラーキー化、さらに、18インチ10本スポークアルミホイールを施し、木目調加飾とブラック内装を特別に組み合わせるなど、ロングボディの最上級グレード「スーパーエクシード」に相当するような内外観とする。
「カラードパッケージ」(ショートボディ「VR-I」専用メーカーオプションパッケージ)
ショートボディ「VR-I」に、要望の多かったヘッドライトエクステンション（メッキ）、フロントグリル、カラーキー化したドアアウターハンドル、ドアミラーといったアイテムをセットにして追加設定した。
2007年2月23日
特別仕様車追加（2007年2月23日から同年3月31日までの期間限定注文車）
「ラリーレプリカ」(ショートボディ)
ショートボディ「VR-II」（ボディ色はレッドメタリック）をベースに、「チーム・レプソル三菱ラリーアート」のカラーリングをスポンサーロゴ（REPSOL、VALEO）やチームロゴ（MITSUBISHI MOTORS、RALLIART）などのマーキングフィルム（ステッカー）で再現した。また、マッドフラップ（レッド）、前後アルミ製スキッドプレートの装着やRALLIART社製ホイールセンターキャップをつけたダークグレー色のアルミホイ-ルの採用によって、同ラリーを1-2フィニッシュで制した『パジェロエボリューション』を彷彿とさせる外観を実現した。
2007年6月14日
特別仕様車追加
「EXCEED Premium Edition（エクシードプレミアムエディション）」
上級グレードのロングボディ「エクシード」をベースに、7インチワイドディスプレイHDDナビゲーション(MMCS)と、三菱車としては初めて地上デジタルTVチューナー(三菱電機製)を標準装備した。また、フロントグリル、ボディ下部、スペアタイヤガーニッシュなどの外観パーツをボディカラーと同色化することで、SUVでありながら都会的で洗練された外観を実現する。
2007年10月17日
一部改良。
「EXCEED-X」「EXCEED」は、フロントスキッドプレートとリヤバンパーアンダーカバーをブラックからシルバーとしたほか、「EXCEED-X」ではレインライトセンサーを採用、「EXCEED」ではスペアタイヤガーニッシュをボディ同色とし、フロントフォグランプを装備した。
ロングボディに6G72を搭載した「GR」を、ショートボディにベーシックグレード「VR」と最上級グレード「SUPER EXCEED」の追加、ショートボディ車に要望の多かったプレミアムサウンドシステム「ミツビシパワーサウンドシステム」を装備（一部車型はオプション設定）、「SUPER EXCEED」（ロングボディ/ショートボディ）、「EXCEED-X」に雨滴感応オートワイパー機能とオートライト機能を統合した高精度レインライトセンサーを装備するなどの一部改良を実施。
2008年10月1日
一部改良。
約4年ぶりにディーゼルエンジン搭載車が復活。3代目モデルに搭載されていた4M41 3.2L 直列4気筒DOHC16バルブICターボ(DI-D)をベースに、ターボチャージャーを可変容量式（VGターボ）に変更、「コモンレール燃料噴射システム」・「NOxトラップ触媒」・「DPF（粒子状物質減少装置）」の3つの先進技術を取り入れ進化。排出ガスの浄化と低騒音化を実現し新長期規制に適合するとともに、平成27年度燃費基準も達成した。ディーゼルエンジン搭載車は「EXCEED-X」を除くロングボディの全グレードに設定される。ガソリン車にも一部改良が加えられ、AT車は4速から5速に変更し、燃費性能を向上。内外装も一部変更が加えられた。なお、今回の一部改良に伴い、ロングボディ「ZR」、ショートボディ「VR」を廃止した。
2008年10月
韓国・ソウルの総輸入販売代理店であるMMSKコーポレーションを通じて韓国国内での販売を開始。
2009年3月24日
新グレード追加（3月27日販売開始）。
ショートボディの「VR-II」にディーゼルエンジン車を追加。
2009年11月30日
一部改良（12月3日販売開始）。
3.0Lガソリン車でエンジン制御の見直し等の改良を行い、燃費を向上。ロングボディ車（GR・EXCEED）が「平成22年度燃費基準+15%」を、ショートボディ車（VR-I）が「平成22年度燃費基準+5%」をそれぞれ達成。また、触媒の変更等により浄化性能が向上し、「平成17年基準排出ガス75%低減レベル（☆☆☆☆）」認定を取得した。また、3.2Lディーゼルエンジン車もエンジンやトランスミッション制御の見直し等により、燃費を向上した。この他、見栄え向上のためフロントやリアバンパー下部をボディ同色に変更し、「SUPER EXCEED」はウィンドシールドモールを光輝タイプに変更し、「GR」のガソリン車と「VR-I」は新デザインの16インチアルミホイール&タイヤを採用。「EXCEED」と「VR-II」はATセレクトレバー、トランスファーレバー&パーキングブレーキレバーを本革巻にした。また、従来のセキュリティアラームをベースに、ガラス破損・車両の不正移動・バッテリーケーブルの切断などの盗難行為に対し、セルフバッテリー内蔵のサイレンの吹鳴とハザードランプが点滅する「プレミアムセキュリティアラーム」を日本国内の三菱車で初採用した。同日に「EXCEED（ガソリン車）」をベースに、欧州仕様で設定されているブラウンレザー&ファブリックコンビネーションシートを採用するなど、ブラウンで統一された内装とし、18インチアルミホイール&タイヤ、7インチワイドディスプレイHDDナビゲーション（MMCS）、SRSサイド&カーテンエアバッグを装備し、上質で機能的な仕様とした特別仕様車「EXCEED Premium Edition」を発売（一部改良並びに特別仕様車の発売は12月3日より）。なお、一部改良に伴い、ロングボディの「EXCEED-X」を廃止した。
2010年9月2日
一部改良（9月16日販売開始）。
3.2Lディーゼル車のエンジンを大幅に改良されたことでエンジン制御が最適化され、燃焼室から排出されるNOxを低減。NOxトラップ触媒も改良され、NOx排出量をポスト新長期規制値（0.08g/km）以下に抑えた。このため、既にポスト新長期規制値以下に抑えられているPM排出量とあわせてポスト新長期規制をクリアしたことで、新たに「環境対応車 普及促進税制」に適合した（クリーンディーゼル車の場合は自動車取得税および自動車重量税が全額免税される）。さらに、エンジンやトランスミッションの制御最適化や減速エネルギー回生システムを採用したことで燃費が向上され、「平成27年度燃費基準」も達成。ターボチャージャーを高効率化されたことで最高出力・最大トルクも向上された。エンジンの高出力化に合わせて5速ATを低燃費・高トルク容量の新型に差し替え、空力向上を図るため、新たにリアアンダーカバーも装着された。3.8Lガソリン車もエンジン制御の最適化を行い、燃費を向上。これにより「平成22年度燃費基準+5%」を達成するとともにハイマウントストップランプをLEDに変更した。また、全グレードには走行中にアクセルペダルとブレーキペダルが同時に踏まれた場合にブレーキを優先するブレーキオーバーライド制御を追加。ロングボディ「SUPER EXCEED」と「EXCEED」にはボディカラーにブラックマイカとアイガーグレーメタリックの3ウェイ2トーンカラーを新たに設定した。なお、今回の一部改良モデルより、5年目以降の車検入庫時に保証延長点検（24ヶ月定期点検相当）を受けることを条件に適用される「最長10年10万km特別保証延長」の対象車種となった。
2011年10月頃（詳細不明）
新グレード追加。
ロングボディ3.0Lガソリン車に法人・自治体向け架装ベース車「ZRパッケージ」を追加。
2011年10月20日
一部改良。
フロントデザインが刷新され、18インチアルミホイールは1本当たり約1 kg軽量化され、デザインも変更。ボディカラーにはダイヤモンドブラックマイカとクールシルバーメタリック&アイガーグレーメタリック（3ウェイツートーンカラー、「SUPER EXCEED」・「EXCEED」に設定）を追加。インテリアはハイコントラストメーター・スイッチ類の照明色をアンバーレッド系に変更するなど質感を向上。また、人気の高いメーカーオプションを新たにパッケージ化し、「ベーシックパッケージ」・「ラグジュアリーパッケージ」・「フルパッケージA」・「フルパッケージB」の4種類を設定。なお、ショートボディのグレード体系を見直し、「VR-I」は3.0Lガソリン車のみ、「VR-II」は3.2Lディーゼル車のみの設定となった。
2012年10月10日
一部改良。
グレード体系の集約を行い、ロングボディ「SUPER EXCEED」の3.8Lガソリン車およびロングボディ「GR」とショートボディ「VR-I」に設定されていた5MT車を廃止（これにより、搭載エンジンは3.0Lガソリン車（ショートボディ「VR-I」とロングボディ「GR」・「EXCEED」に設定）と3.2Lクリーンディーゼル車（ショートボディ「VR-II」とロングボディ全グレードに設定）の2種類となり、全車5ATとなる）。また、3.0Lガソリン車には既に3.2Lクリーンディーゼル車では採用済みのアクティブスタビリティ&トラクションコントロール（ASTC）+ブレーキアシストを標準装備し、歩行者への衝撃を低減する衝撃吸収構造のボンネットフードを採用した。ロングボディ「SUPER EXCEED」はMMCSを高解像度・高精細WVGAモニターを搭載した多機能メモリーナビゲーションなどで構成する新型に変更し、ロックフォードアコースティックデザインプレミアムサウンドシステムは機能追加などの改良を行った。
2013年7月
マイナーチェンジ。
照明つきバニティミラー変更、GRグレード（3.2Lクリーンディーゼルエンジン搭載車）の価格変更
2014年4月
一部改良。
2014年4月1日の消費税増税（8％）に基づき、価格を修正。
2014年7月17日
マイナーチェンジ。
外観は前年の東京モーターショーで提案した新しいSUVデザインの考え方を取り入れ、フロントバンパーとラジエーターグリルのデザインを変更し、直線基調でより力強いフロントフェイスとした。併せて、ロングボディ「SUPER EXCEED」と「EXCEED」、ショートボディ「VR-II」はフロントバンパーの左右コーナー部にLEDポジションランプとフォグランプを装着。さらに、ロングボディ「SUPER EXCEED」と「EXCEED」はスペアタイヤカバーのデザインも変更し、スタイリッシュなリアビューとした。
内装はセンターパネルをロングボディ「SUPER EXCEED」は木目調に、ロングボディ「EXCEED」とショートボディ「VR-II」はピアノブラック調にそれぞれ変更。全車でエアコンエアアウトレット部にシルバーとメッキ加飾を施し質感を向上。
インパネとドアトリムに吸遮音材を追加したことで車内の静粛性を向上させた。
2015年7月16日
一部改良。
ロングボディ「SUPER EXCEED」と「EXCEED」、ショートボディ「VR-II」において、夜間走行時、周辺状況や先行車・対向車の有無によりハイビームからロービームへの切り替えやハイビームへの復帰を自動的に行うヘッドライトシステム「オートマチックハイビーム」を標準装備。また、ボディカラーに「ディープレッドマイカ」を追加した。
ロングボディ「GR」のガソリン車とショートボディ「VR-I」は標準装備されているアルミホイールを7本スポークの17インチアルミホイールに変更した。
インパネ素材にソフトな触感の新表皮素材を採用した。
「THE PRIDE OF PAJERO」スペシャルサイト公開。
2016年8月30日
燃費の偽装があり実際よりも良い数値を届け出していた旨を発表。これにより、当分の間、製造および販売を停止。同時にホームページも一時閉鎖。
2016年9月9日
ガソリン車の現行モデル（2015年7月一部改良モデル）において燃費を修正した。
2016年10月27日
一部改良。
ボディカラーはロングボディ「EXCEED」・「SUPER EXCEED」専用色において、「クォーツブラウンメタリック」と入れ替えで新色の「ディープブロンズメタリック」を追加。
内装では、ロングボディ「SUPER EXCEED」で採用されている合成皮革のドアトリム（一部に採用）をロングボディ「GR」・「EXCEED」およびショートボディの全グレードにも採用。ショートボディ「VR-II」とロングボディ「EXCEED」に採用しているピアノブラックのインパネセンターパネルをショートボディ「VR-I」とロングボディ「GR」にも採用した。
一部グレードに標準装備又はオプション設定されている7インチWVGAディスプレイメモリーナビゲーション「MMCS」は操作性向上の改良を行った。
なお、車両本体価格は一部改良後も据え置きとなる。
2016年10月28日
「THE PRIDE OF PAJERO」スペシャルサイトを更新。
2017年10月31日
ボディカラーの設定が一部変更された。モノトーンでは「クールシルバーメタリック」に代わり「スターリングシルバーメタリック」（ロング/ショート共通）を設定。またロングボディ「EXCEED」・「SUPER EXCEED」専用色である3ウェイツートーンでは「クールシルバーメタリック / アイガーグレーメタリック」に代わり、「スターリングシルバーメタリック / アイガーグレーメタリック」を設定した。合わせて「プラチナベージュメタリック / ディープシーグリーンマイカ」は設定が廃止された。
2017年12月11日
ショートボディ車の新規受注受付を終了した。以降、在庫販売となる。
2018年2月7日
ショートボディ車のホームページ掲載を終了した。
2018年2月21日
国内向けパジェロショートの生産終了。累計生産台数25万2305台。
2018年2月22日
パジェロショート（国内向け）生産終了式開催。
2018年3月1日
国内向けパジェロショート最終生産車寄贈式開催。パジェロ製造のエントランスホールにて、国内向けパジェロショートの最終号車とデザイン画を坂祝町に寄贈。寄贈されたパジェロショートは、坂祝町内の交通安全啓蒙活動の巡回パトロール車として活用される。
2018年7月1日
マイナーチェンジ。
中国における日中合弁の車両生産・販売会社である広汽三菱汽車有限公司は2019年モデルのパジェロを正式発表。主な変更点はフロントマスクのみとなっており、エンジンやグレードは変更されていない。
2018年10月11日
一部改良。
「GR」はこれまでメーカーオプション設定だったプロジェクター式ディスチャージヘッドライト（ロービーム光軸自動調整機構付）、ヘッドライトウォッシャー、オートライトコントロール、電動格納式リモコンドアミラー（ヒーター/ウインカー/アプローチランプ付）、LEDポジションランプ&フロントハロゲンフォグランプ（ベゼル一体型）を標準装備化したほか、ステアリングホイール、A/Tセレクトレバー、トランスファーレバー&パーキングブレーキレバーが本革巻に変更された。
「EXCEED」と「SUPER EXCEED」はルーフレールと電動ロングサンルーフのパッケージオプションが新たに設定された（なお、車両本体価格は据え置きとなる）。
2019年7月1日
9月の生産終了に伴う注文受付の終了を公式サイトで公表。これにより一部ページでパジェロの名前が削除される。
2019年7月28日
パジェロ ファイナルエディションを残しカタログ落ち。ただし公式サイト自体は継続。
2019年8月31日
パジェロの公式サイトならびに、パジェロファイナルエディションの公式サイトが削除される。
2020年7月27日
パジェロ製造の工場閉鎖に伴い、輸出向けに継続していたパジェロの生産を2021年上期に終了することが発表された。
2021年7月上旬
生産終了。
| 国               | 受賞年 | タイトル                        | カテゴリー | 主催者                           |
| ---------------- | ------ | ------------------------------- | ---------- | -------------------------------- |
| イギリス         | 2006   | Best 4x4 Van 2006               | SUV        | 自動車専門誌「4x4 Magazine」     |
| イギリス         | 2006   | Best 4x4                        | SUV        | Used car of the Year Awards 2005 |
| オーストラリア   | 2006   | Best medium 4WD Diesel          | SUV        | 雑誌「Overlander」               |
| オーストラリア   | 2009   | Best Medium Diesel Wagon        | SUV        | 雑誌「Overlander」               |
| オーストラリア   | 2009   | Best Value for Money            | SUV        | 雑誌「Overlander」               |
| オーストラリア   | 2010   | Wheels Magazine awards          | SUV        |                                  |
| ウクライナ       | 2009   | Car of the Year SUVクラス部門賞 | SUV        | 主要メディア等                   |
| ニュージーランド | 2009   | 2009 4WD Wagon of the year      | SUV        | NZ 4WD Magazine                  |

| グレード            | 製造年                  | エンジン型式 | エンジン                     | 排気量   | 最大出力           | 最大トルク              | 変速機 | 牽引能力 |
| ------------------- | ----------------------- | ------------ | ---------------------------- | -------- | ------------------ | ----------------------- | ------ | -------- |
| ショート VR-I       | 2006年10月 - 2008年10月 | 6G72         | V型6気筒SOHC24バルブ         | 2,972 cc | 178 ps / 5,250 rpm | 26.6 kgf・m / 4,000 rpm | 4速AT  | 3,000 kg |
| ショート VR-I       | 2006年10月 - 2012年10月 | 6G72         | V型6気筒SOHC24バルブ         | 2,972 cc | 178 ps / 5,250 rpm | 26.6 kgf・m / 4,000 rpm | 5速MT  | 3,000 kg |
| ショート VR-I       | 2008年10月 - 2018年02月 | 6G72         | V型6気筒SOHC24バルブ         | 2,972 cc | 178 ps / 5,250 rpm | 26.6 kgf・m / 4,000 rpm | 5速AT  | 3,000 kg |
| ショート VR-II      | 2006年10月 - 2011年10月 | 6G75 (MIVEC) | V型6気筒SOHC24バルブ         | 3,828 cc | 249 ps / 6,000 rpm | 34.5 kgf・m / 2,750 rpm | 5速AT  | 3,000 kg |
| ショート VR-II      | 2009年03月 - 2010年09月 | 4M41         | 直列4気筒DOHC16バルブ (DI-D) | 3,200 cc | 170 ps / 3,800 rpm | 37.8 kgf・m / 2,000 rpm | 5速AT  | 3,000 kg |
| ショート VR-II      | 2010年09月 - 2018年02月 | 4M41         | 直列4気筒DOHC16バルブ (DI-D) | 3,200 cc | 190 ps / 3,500 rpm | 45.0 kgf・m / 2,000 rpm | 5速AT  | 3,000 kg |
| ロング GR           | 2007年10月 - 2008年10月 | 6G72         | V型6気筒SOHC24バルブ         | 2,972 cc | 178 ps / 5,250 rpm | 26.6 kgf・m / 4,000 rpm | 4速AT  | 3,500 kg |
| ロング GR           | 2007年10月 - 2012年10月 | 6G72         | V型6気筒SOHC24バルブ         | 2,972 cc | 178 ps / 5,250 rpm | 26.6 kgf・m / 4,000 rpm | 5速MT  |          |
| ロング GR           | 2008年10月 -            | 6G72         | V型6気筒SOHC24バルブ         | 2,972 cc | 178 ps / 5,250 rpm | 26.6 kgf・m / 4,000 rpm | 5速AT  |          |
| ロング GR           | 2008年10月 - 2010年09月 | 4M41         | 直列4気筒DOHC16バルブ (DI-D) | 3,200 cc | 170 ps / 3,800 rpm | 37.8 kgf・m / 2,000 rpm | 5速AT  |          |
| ロング GR           | 2010年09月 -            | 4M41         | 直列4気筒DOHC16バルブ (DI-D) | 3,200 cc | 190 ps / 3,500 rpm | 45.0 kgf・m / 2,000 rpm | 5速AT  |          |
| ロング EXCEED       | 2006年10月 - 2008年10月 | 6G72         | V型6気筒SOHC24バルブ         | 2,972 cc | 178 ps / 5,250 rpm | 26.6 kgf・m / 4,000 rpm | 4速AT  |          |
| ロング EXCEED       | 2008年10月 - 2014年03月 | 6G72         | V型6気筒SOHC24バルブ         | 2,972 cc | 178 ps / 5,250 rpm | 26.6 kgf・m / 4,000 rpm | 5速AT  |          |
| ロング EXCEED       | 2008年10月 - 2010年09月 | 4M41         | 直列4気筒DOHC16バルブ (DI-D) | 3,200 cc | 170 ps / 3,800 rpm | 37.8 kgf・m / 2,000 rpm | 5速AT  |          |
| ロング EXCEED       | 2010年09月 -            | 4M41         | 直列4気筒DOHC16バルブ (DI-D) | 3,200 cc | 190 ps / 3,500 rpm | 45.0 kgf・m / 2,000 rpm | 5速AT  |          |
| ロング SUPER EXCEED | 2006年10月 - 2012年10月 | 6G75 (MIVEC) | V型6気筒SOHC24バルブ         | 3,828 cc | 252 ps / 6,000 rpm | 34.5 kgf・m / 2,750 rpm | 5速AT  |          |
| ロング SUPER EXCEED | 2008年10月 - 2010年09月 | 4M41         | 直列4気筒DOHC16バルブ (DI-D) | 3,200 cc | 170 ps / 3,800 rpm | 37.8 kgf・m / 2,000 rpm | 5速AT  |          |
| ロング SUPER EXCEED | 2010年09月 -            | 4M41         | 直列4気筒DOHC16バルブ (DI-D) | 3,200 cc | 190 ps / 3,500 rpm | 45.0 kgf・m / 2,000 rpm | 5速AT  |          |

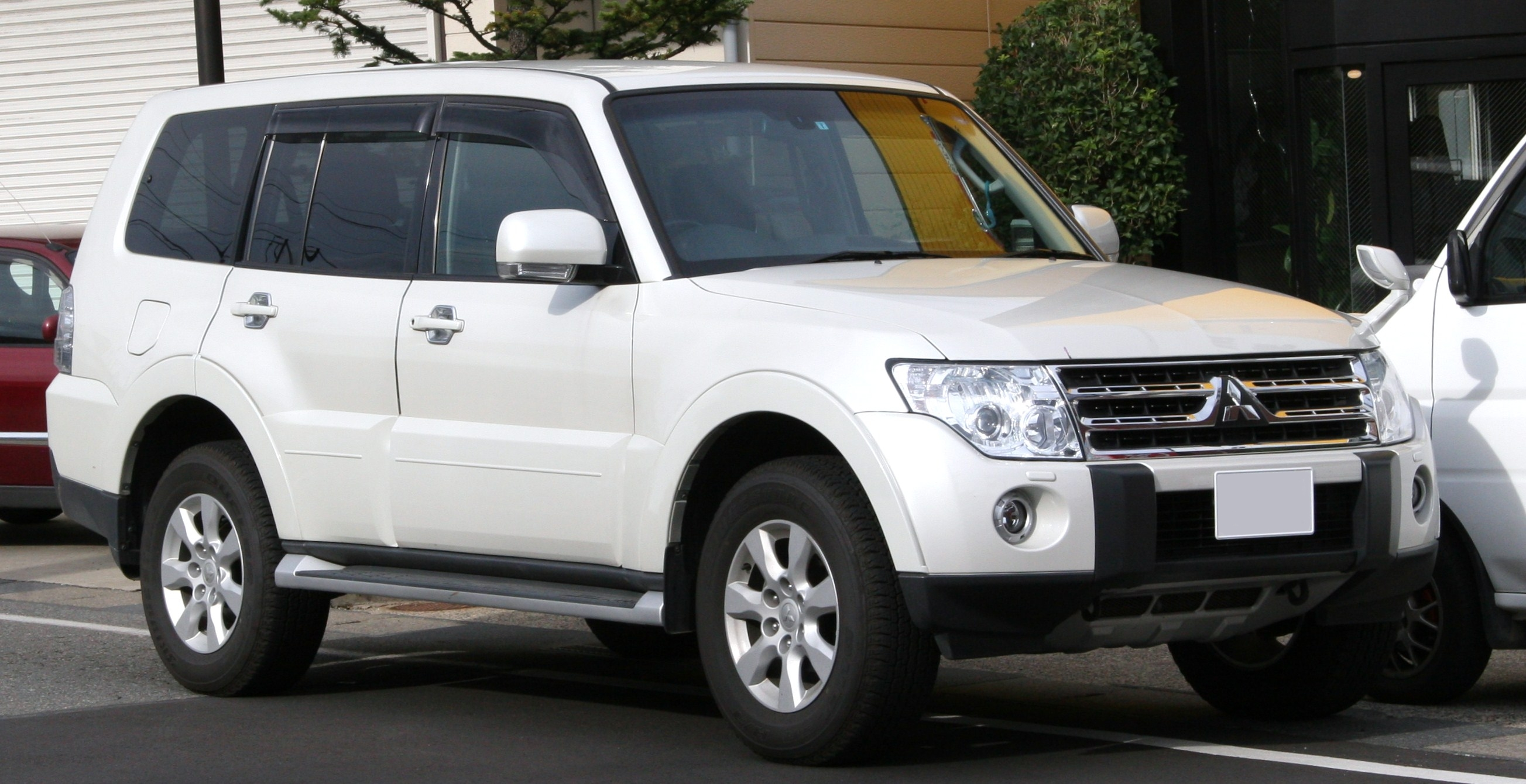
ロング EXCEED
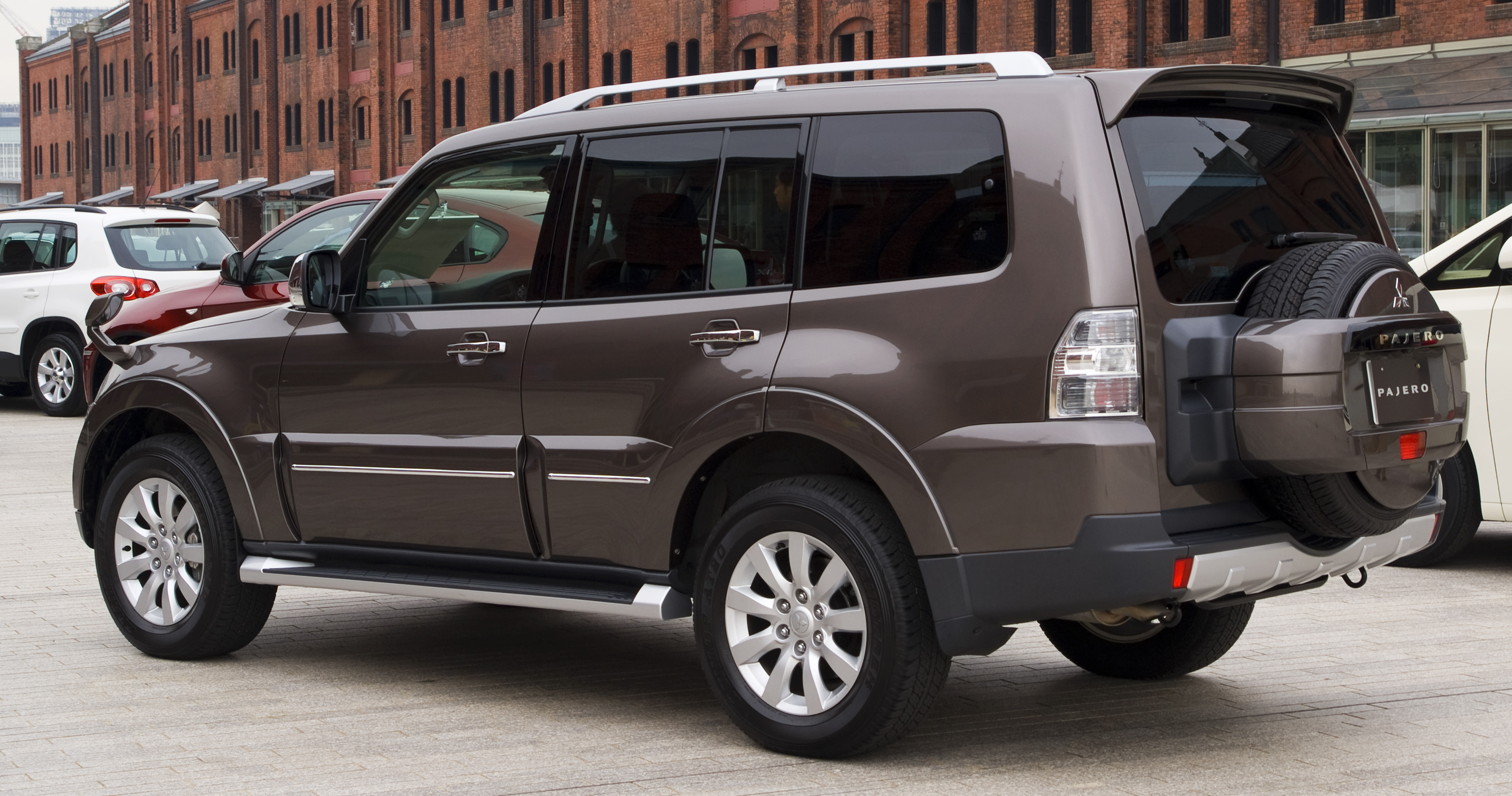
ロング SUPER EXCEED リア
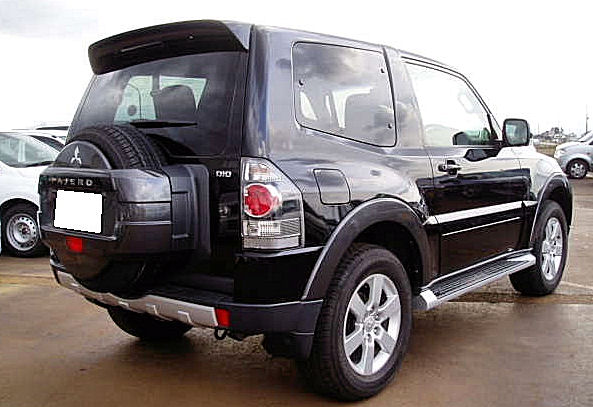
ショートVR-II 3200DI-D 2009年3月販売型・リア (2009/03〜2011/10)
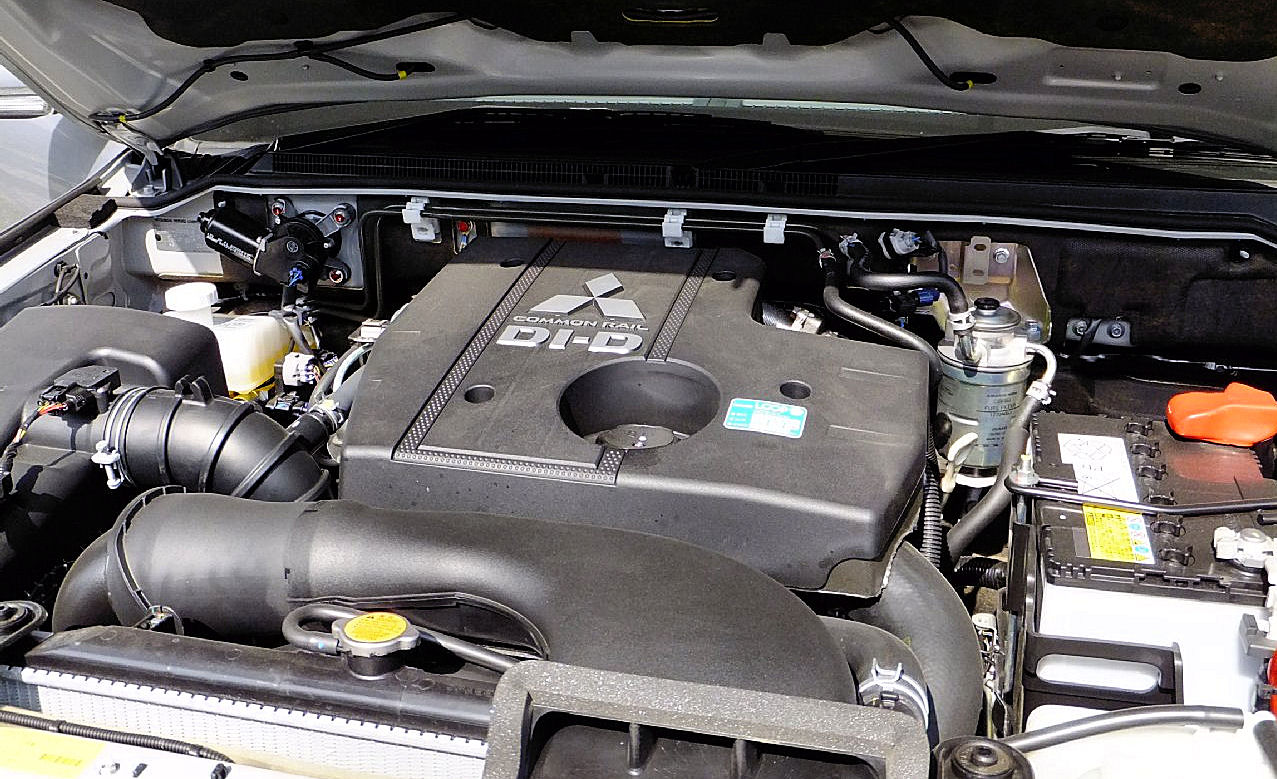
3200DI-D エンジンルーム
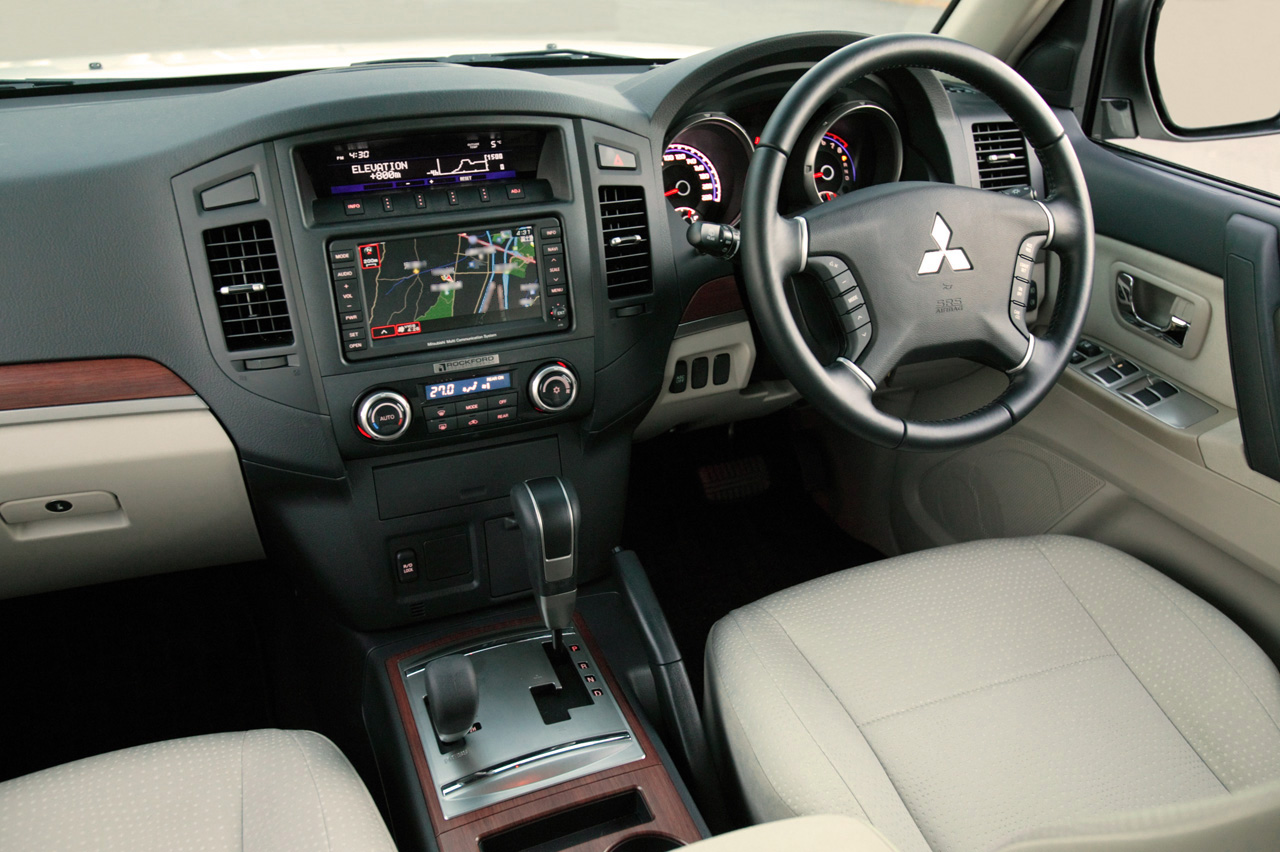
ロング SUPER EXCEED 室内
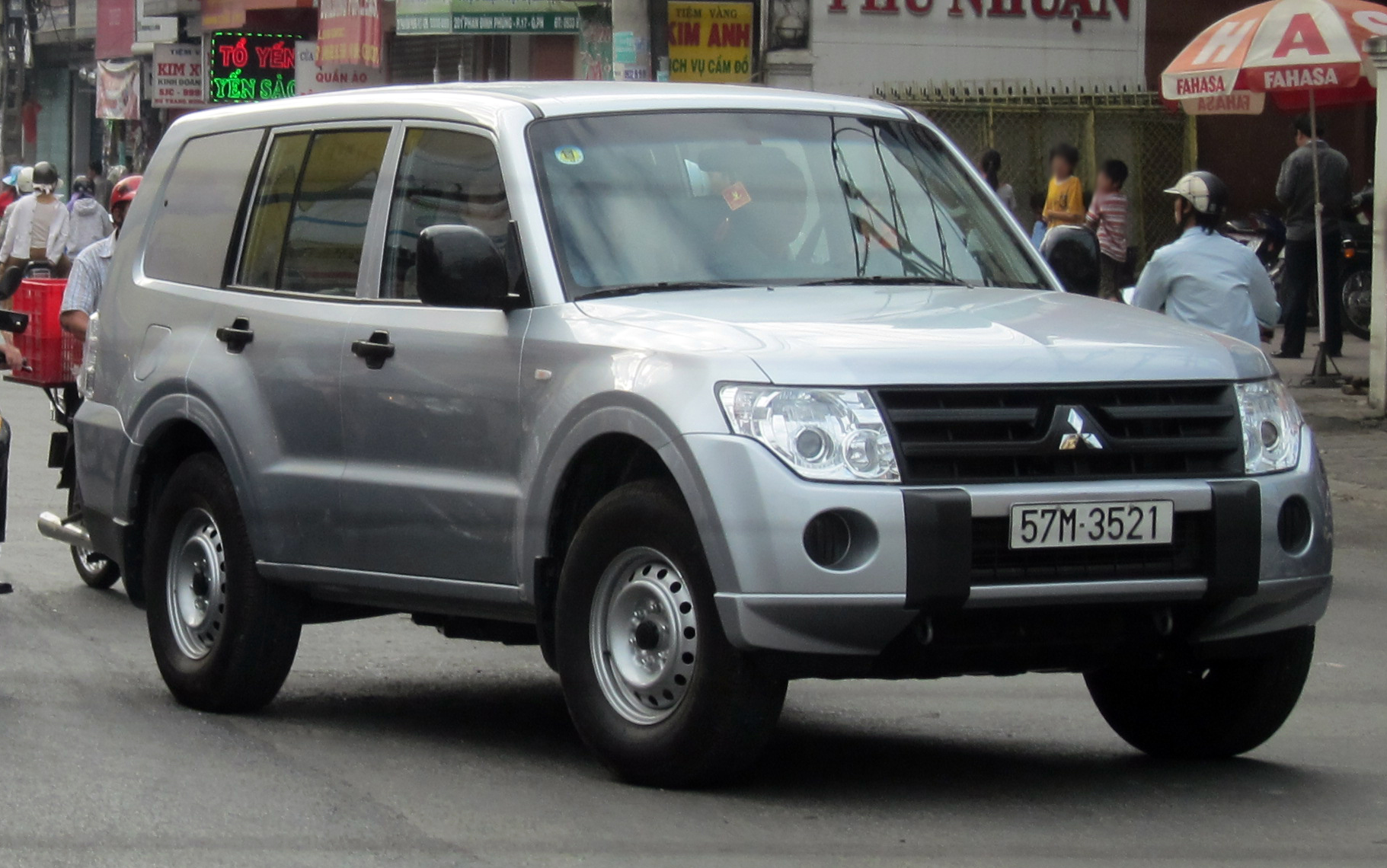
パジェロバン（ホーチミン市）

### パジェロ ファイナルエディション
2019年4月24日
特別仕様車「FINAL EDITION」が発売された。
本仕様車の発表・発売に合わせ、前述したとおり、現行の日本国内向けモデルが2019年8月をもって生産を終了することが発表された（海外販売向けモデルおよび海外専売車種のパジェロスポーツは引き続き販売される）。
「EXCEED」のクリーンディーゼル車をベースに、ベース車ではオプション設定となるルーフレール、電動ロングサンルーフ、本革シート、運転席/助手席パワーシート、寒冷地仕様、リアデフロック、SRSサイドエアバッグ&カーテンエアバッグが標準装備された。
また、リアデフレクター、スペアタイヤカバー（メッキ）、マットフラップ（アルミプレート仕様）の3点をパッケージ化した「FINAL EDITIONアクセサリーパッケージ」をディーラーオプションに設定された。
成約特典として、「FINAL EDITION」のロゴとシリアルナンバーが刻印されたイルミネーション付スカッフプレート、シリアルナンバー入りオリジナルウォッチ、オリジナルステッカーが用意される。
ボディカラーはウォームホワイトパール（オプションカラー）、ブラックマイカ、スターリングシルバーメタリックのモノトーン3色、スターリングシルバーメタリック/アイガーグレーメタリック（オプションカラー）の3way2tone 1色の全4色が設定される。
700台の台数限定販売となる。
2019年8月31日
パジェロの公式サイトならびに、パジェロファイナルエディションの公式サイトが削除される。
| グレード               | 販売年      | エンジン型式         | エンジン                       | 排気量   | 最大出力           | 最大トルク             | 変速機                         | 車重     |
| ---------------------- | ----------- | -------------------- | ------------------------------ | -------- | ------------------ | ---------------------- | ------------------------------ | -------- |
| ファイナルエディション | 2019年4月 - | 4M41 DI-D (ICターボ) | 直列4気筒DOHC 16バルブICターボ | 3,200 cc | 190 ps / 3,500 rpm | 45.0 kg・m / 2,000 rpm | INVECS-II 5速スポーツモードA/T | 2,340 kg |

## ダカール・ラリー成績
- パジェロとして出場した結果
- 総合優勝　12回
- 市販車改造部門　優勝　13回
- 市販車無改造部門　優勝　9回
- スーパープロダクション部門　優勝　6回
- マラソン部門（市販車無改造）　優勝　6回

| 年   | 部門                         | 順位           |
| ---- | ---------------------------- | -------------- |
| 1983 | 市販車無改造部門             | 1              |
| 1983 | マラソン部門（市販車無改造） | 1              |
| 1984 | 総合部門                     | 3              |
| 1984 | 市販車改造部門               | 1,2            |
| 1984 | 市販車無改造部門             | 1              |
| 1984 | マラソン部門（市販車無改造） | 1              |
| 1985 | 総合部門                     | 1,2            |
| 1985 | 市販車無改造部門             | 1              |
| 1985 | プロトタイプ部門             | 1              |
| 1985 | マラソン部門（市販車無改造） | 1              |
| 1986 | 総合部門                     | 3,5            |
| 1986 | 市販車無改造部門             | 1              |
| 1986 | マラソン部門（市販車無改造） | 1              |
| 1987 | 総合部門                     | 3              |
| 1987 | 市販車改造部門               | 1              |
| 1988 | 総合部門                     | 2              |
| 1988 | 市販車改造ガソリン部門       | 1              |
| 1989 | 総合部門                     | 3,5,6          |
| 1989 | 市販車改造部門               | 1              |
| 1990 | 総合部門                     | 4,5            |
| 1990 | 市販車改造部門               | 1              |
| 1991 | 総合部門                     | 2,3,4          |
| 1992 | 総合部門                     | 1,2,3          |
| 1992 | 市販車改造ガソリン部門       | 1              |
| 1993 | 総合部門                     | 1,4,5          |
| 1993 | 市販車改造部門               | 1              |
| 1993 | プロトタイプ部門             | 1              |
| 1994 | 総合部門                     | 4              |
| 1994 | 市販車改造部門               | 1              |
| 1994 | 市販車無改造部門             | 1              |
| 1995 | 総合部門                     | 2,3,4          |
| 1995 | 市販車改造部門               | 1              |
| 1995 | 女性部門                     | 1              |
| 1996 | 総合部門                     | 3,6,7          |
| 1996 | 市販車改造部門               | 1              |
| 1996 | 市販車無改造部門             | 1              |
| 1996 | マラソン部門（市販車無改造） | 1              |
| 1997 | 総合部門                     | 1,2,3,7        |
| 1997 | 市販車改造部門               | 1,2,3          |
| 1997 | 市販車無改造部門             | 1,2,3,5        |
| 1997 | プロトタイプ部門             | 1              |
| 1997 | マラソン部門（市販車無改造） | 1              |
| 1998 | 総合部門                     | 1,2,3          |
| 1998 | 市販車改造部門               | 1,2,3,5        |
| 1998 | 市販車無改造部門             | 1,2,3,4,6,8    |
| 1999 | 総合部門                     | 2,3,4          |
| 1999 | 市販車改造部門               | 1,2,3          |
| 1999 | 市販車無改造部門             | 1,2,3          |
| 1999 | プロトタイプ部門             | 1              |
| 2000 | 総合部門                     | 3,5,6          |
| 2000 | 市販車改造部門               | 1,2,3          |
| 2000 | 市販車無改造部門             | 2              |
| 2001 | 総合部門                     | 1,2,6          |
| 2001 | 市販車改造部門               | 1,2,6          |
| 2002 | 総合部門                     | 1,2,3,4,7,8,10 |
| 2002 | スーパープロダクション部門   | 1,2,3,4,7,8,10 |
| 2003 | 総合部門                     | 1,2,3,10       |
| 2003 | スーパープロダクション部門   | 1,2,3,10       |
| 2004 | 総合部門                     | 1,2,5,10       |
| 2004 | スーパープロダクション部門   | 1,2,5,10       |
| 2005 | 総合部門                     | 1,2,6          |
| 2005 | スーパープロダクション部門   | 1,2,6          |
| 2006 | 総合部門                     | 1,3,4          |
| 2006 | スーパープロダクション部門   | 1,3,4          |
| 2007 | 総合部門                     | 1,2,5          |
| 2007 | スーパープロダクション部門   | 1,2,5          |

## 年間生産と販売
| 年   | 製造    | 国内販売 | 輸出販売 |
| ---- | ------- | -------- | -------- |
| 1982 | 16,930  | 8,059    | 7,023    |
| 1983 | 33,605  | 8,076    | 25,886   |
| 1984 | 41,422  | 9,176    | 32,341   |
| 1985 | 59,770  | 11,770   | 49,249   |
| 1986 | 87,252  | 16,636   | 70,594   |
| 1987 | 89,456  | 22,170   | 67,021   |
| 1988 | 107,157 | 25,225   | 79,699   |
| 1989 | 116,883 | 36,483   | 82,176   |
| 1990 | 108,730 | 36,061   | 71,206   |
| 1991 | 144,988 | 64,381   | 80,882   |
| 1992 | 174,708 | 83,685   | 89,835   |
| 1993 | 158,922 | 67,899   | 88,788   |
| 1994 | 161,238 | 54,329   | 106,570  |
| 1995 | 152,102 | 44,933   | 110,365  |
| 1996 | 128,593 | 28,851   | 99,200   |
| 1997 | 136,941 | 26,181   | 111,144  |
| 1998 | 95,675  | 9,412    | 90,416   |
| 1999 | 90,524  | 20,189   | 65,212   |
| 2000 | 138,315 | 12,701   | 129,198  |
| 2001 | 91,700  | 6,725    | 85,324   |
| 2002 | 112,161 | 5,681    | 106,376  |
| 2003 | 90,929  | 6,035    | 85,863   |
| 2004 | 79,152  | 4,196    | 74,347   |
| 2005 | 69,142  | 2,781    | 66,773   |
| 2006 | 75,933  | 6,025    | 68,563   |
| 2007 | 112,103 | 3,818    | 108,982  |
| 2008 | 57,903  | 2,738    | 58,000   |
| 2009 | 48,055  | 2,198    | 44,896   |
| 2010 | 66,569  | 2,948    | 64,207   |
| 2011 | 61,603  | 3,209    | 58,842   |
| 2012 | 39,759  | 2,029    | 38,300   |
| 2013 | 55,066  | 2,213    | 52,199   |
| 2014 | 54,267  | 2,948    | 52,548   |

(sources: Pajero 4WD 20 Year History (Japanese), Facts & Figures 2005, Facts & Figures 2008, Facts & Figures 2011, Facts & Figures 2015 Mitsubishi Motors website)

## 車名の由来
- 「PAJERO」：チリ・アルゼンチン地方南部パタゴニア地方に生息するヤマネコのパジェロキャット（またはパンパスキャット、コロコロ）からとったもので、野性味と美しさを調和させる願いが込められている[6]。
- 「Montero」（スペイン語圏での名称）：猟師を意味する。スペイン語圏ではパジェロという名が自慰という意味のスラングである"pajillero"などの単語を連想させてしまうため、その理由からこのモンテロというネーミングで発売されている[24]。
- 「SHOGUN」：将軍（イギリス仕様車）